# Zetor
Zetor Tractor a.s. est un constructeur de matériels agricoles. Son siège est situé à Brno en République tchèque. Il est membre du groupe slovaque HTC Holding, rebaptisé HTC Investments en 2018. Zetor Tractors a.s. est propriétaire des sociétés suivantes: Zetor Kovarna s.r.o, Zetor Havlíćkův Brod a.s, Zetor Slovensko s.r.o, Zetor Polska sp z.o.o, Zetor Deurtchland GmbH, Zetor North America Inc., Zetor Tractors Ireland Limited, Zetor U.K. Limited, Zetor France sarl et Zetor India Limited.
De 1946 à 2023, plus de 1,3 million de tracteurs sont sortis des chaînes de production de l’usine de Brno en République tchèque. La capacité annuelle de fabrication de tracteurs agricoles et de moteurs pour les applications industrielles avoisine les 20 000 unités.
À l'étranger, si Zetor a été exportée vers plus de 130 pays, la marque est représentée en Amérique du Nord, au Royaume-Uni, en Irlande, en France, en Allemagne, en Inde, en Irak et en Croatie ; en plus des marchés traditionnels que sont la République tchèque, la Pologne, la Slovaquie et la Lituanie. En 2015, 86 % de la production totale de l'entreprise se dirigeait vers l'étranger.

## Nom
Le nom Zetor, qui deviendra plus tard le nom de la marque et qui a été utilisé par la compagnie d'état pour marquer les tracteurs, a été créé par Rostislav Sapák, un membre du département économique, au printemps 1946. Le nom est formé de la syllabe « Zet » (l'orthographe de la lettre « Z » dans l'alphabet, la première lettre du nom de la fabrique d'armes « Zbrojovka ») et le suffixe « -ou » du mot « tracteur ». Ou, respectivement, du mot tracteur agricole, en tchèque : « ZEmědělský trakTOR » (d'autres cryptonymes pour le nom sont également possibles).

## Désignation du type de tracteur
Les désignations suivantes pour les tracteurs Zetor sont utilisées uniquement pour UR I. ; UR II. et UŘ III. Les deux ou trois premiers chiffres du nom du tracteur indiquent la puissance approximative en dizaine de chevaux du moteur, par exemple : 72, 80, 121, 162. Le chiffre d'après (2 ou 3ème selon la puissance du moteur) désigne la série, les deux chiffres suivants indiquent le nombre de roues motrices et le type.
Exemple :
- 72 11 : 70 chevaux , série 12 , 11= 2 roues motrices ;
- 72 45 : 70 chevaux , série 12 , 45= 4 roues motrices ;
- 13 : 1= 2 roues motrices, 3= châssis étroit ;
- 16 : semi chenillé ;
- 17/47 : 7= centre de gravité abaissé, 1= 2 roues motrices / 4= 4 roues motrices ;
- 18/48 : 8= cabine de sécurité (2 /4 roues motrices);
- 23 :  chenillard ;
- 20/40 : 2/ 4 roues motrices .

Aujourd'hui, de nouveaux codes sont utilisés avec 3 chiffres maximum indiquant la puissance approximative du moteur. Le niveau de gamme et de finition est indiqué par des lettres (CL, HT, HS, GP, HSX, HD).

## Histoire

### À l'origine
Auparavant, sur le site industriel de Zábrdovice, des turbines à vapeur avaient été installées sous licence de la société britannique Parsons. En 1936, la Zbrojovka Brno, une usine de production d'armes, acheta les locaux. Pendant l'entre-deux-guerres, l'usine d'armement produisait également des voitures de tourisme « Z » avec des moteurs à deux temps. Pendant la guerre, il a été rebaptisé « Reichswerke Hermann Göring AG, Brno ». Les halls d'usine de Zbrojovka étaient presque à moitié endommagés à la fin de la guerre. La Zbrojovka Brno produisait à la fin de 1945, ainsi que des machines à peser automatiques, des machines à écrire, des boîtes de vitesses pour tracteurs et des moteurs pour motos ou voitures.

### Premiers tracteurs
Le premier prototype du tracteur quitta l'usine Zbrojovka Brno le 14 novembre 1945. Les trois premiers tracteurs furent livrés aux clients le 15 mars 1946, le premier fut étiqueté « Z-25 ». Cinq mois plus tard, la Chambre de commerce tchécoslovaque a émis la marque Zetor. La production en série des tracteurs commença le 17 août 1946 (avec le modèle Zetor Z-25). En 1947, environ 3 400 tracteurs ont été produits. En 1948, un nouveau modèle voit le jour (Zetor 15), qui fut fabriqué jusqu'en 1949. Les Zetor 25A et 25K ont été fabriqués jusqu'en 1961 et ont produit 158 570 pièces dont 97 000 destinées à l'exportation. En 1949, le prototype Zetor 30, qui reçut une médaille d'or à Prague à l'exposition, n'a pas été présenté, mais la production en série n'a pas eu lieu parce qu'une machine plus forte a été développée et est devenue plus tard la base, le Zetor 35 avec un moteur à quatre cylindres de 42 chevaux qui a été produit de 1955 à 1960, et dans une version modernisée Zetor 50 jusqu'en 1968.
En 1952, Zetor déménage à Brno, Líšeň, où les tracteurs ont été fabriqués à ce jour.

### Unification des séries UR I
L'abréviation UR signifie Série Unifiée. À la fin des années 1950, Zetor a été le premier constructeur à introduire un concept progressif et unique d'utilisation de pièces unifiées pour produire des tracteurs dans le monde entier. La série unifiée I (UR I) a été lancée, avec les modèles 2011, 30.11 et 40.11, qui avaient des moteurs à deux, trois et quatre cylindres. Sur les tracteurs de cette série, il y avait une forte unification des pièces communes individuelles. La gamme a été complétée par de nombreuses modifications notamment avec le 20.23 conçu pour les vignobles, le 30.45 et 40.45 avec un essieu avant propulsé, les 30.16 et 40.16 en conception half-track et le 30.17 pour les zones de montagne. La production a eu lieu de 1960 à 1967.
La première modernisation de l'UR I a eu lieu en 1966 avec l'entrée du 55.11 / 55.45, un modèle qui a été complété en 1968-1969 par les modèles 25.11 , 35.11 et 45.11 ; intitulés série 5. En 1972, la deuxième génération a été lancée avec les modèles 47.12 , 57.11 et 67.11. Le 47.12 aurait dû être appelé 47.11 mais cette appellation avait été brevetée en RDA par une marque de parfum. En 1977-1978, la troisième modernisation voit naître les modèles 49.11, 59.11 et 69.11. Ces modèles ont été produits dans des versions à essieux avant propulsés, half-track, articulés ou étroits pour les vignobles. La quatrième modernisation des gammes eut lieu en 1980-1981 avec les modèles 50.11 / 50.45, 60.11 / 70.45, 70.11 / 70.45. Ces séries se distinguaient principalement des précédentes par un design plus moderne et par un intérieur de cabine réaménagé. L'année 1984 voit l'apparition de la cinquième génération avec les modèles 52.11 / 52.45, 62.11 / 62.45, 72.11 / 72.45 ; et c'est en 1986 que la sixième modernisation est introduite avec les modèles 77.11 /  77.45 et 77.45 Turbo avec une vitesse sur route pouvant aller jusqu'à 30 km/h au lieu de 25 km/h sur la gamme précédente.
En 1991, la série a été complétée avec les modèles spécial vignoble 52.13 et 52.43. L'année suivante, la gamme "modèles 1992" a été présentée avec les modèles 33.20 / 33.40 ; 43.20 / 43.40 ; 53.20 / 53.40 ; 63.20 / 63.40 . En 1994, les modèles 73.20 T et 73.40 Turbo sont venus compléter la gamme. En 1997, sera lancée la production d'une nouvelle série nommée "Super" avec les modèles 33.21 Super et 73.41 Super Turbo. La gamme de tracteurs étaient munis d'un nouveau moteur quatre cylindres de 3922 cm3 et un moteur trois cylindres de 2 696 cm3, disponibles en deux et quatre roues motrices . Un exemple de technologie moderne basée sur la forme arrondie des tracteurs traditionnels des années 1950. D'autres améliorations concernaient l'hydraulique, une nouvelle conception de l'intérieur de la cabine avec le levier de vitesse latéral, une plage de vitesse plus élevée et une sélection étendue d'accessoires optionnels. La gamme est constituée des modèles 43.21 / 43.41 ; 53.21 / 53.41 ; 63.41 / 63.41. Ces derniers modèles ont été commercialisés sous la dénomination "Major", à partir de l'année 2000 jusqu'à l'arrêt de la production en 2006. 

### Série Unifiée  UR II et Crystal
De par la politique socialiste des pays du COMECON (Council for Mutual Economic Assistance), Zetor Zbrojovka Brno coopère avec Ursus en Pologne, UTB en Roumanie et plus tard ZTS Martin en Slovaquie pour créer un consortium visant à produire ses plus gros tracteurs. En 1964, le centre de recherche tchécoslovaque-polonais pour tracteurs Zetor et Ursus est créé. Bien que le modèle UR II a été créé dans les bureaux de Zetor, le projet doit être considéré comme une construction polonaise issue des travaux réalisés par les ingénieurs polonais Engeniusz Azjenberg (moteur) et Jerzy Stozek (systèmes de transmissions). Ils étaient assistés des ingénieurs tchèques Czeslaw Slawski, Jaroslav Zezula et Borivoj Vrana. Le design extérieur est une création de l'ingénieur tchèque Otakar Diblik, ce sont les lignes claires au bord tranchant qui ont donné le nom de Crystal .
Le projet qui était sous la responsabilité de Czeslaw Slawski et Jaroslaw Zezula, allait devenir un tracteur en avance sur son temps à cause de ses nombreux caractéristiques et accessoires innovants. La production des pièces de sous-ensembles pour l'assemblage de ces tracteurs a été répartie entre les différents coopérateurs ; les moteurs ont été produits à Brno chez Zbrojovka Zetor jusqu'en 1973, le tchèque PRAGA produisait les transmissions, le polonais ZPC Ursus Warszawa les essieux arrière, tandis que les essieux avant propulsés étaient assemblés par UTB (Uzina Tractorul Braşov) en Roumanie. Le relevage et les systèmes hydrauliques étaient produits par le polonais Agromet Archimedes Wroclaw. Le modèle disposait d'un nouveau moteur basé sur les caractéristiques du modèle Z 50 Super, avec un système plus sophistiqué à injection directe de carburant diesel 4 cylindres de 4 562 cm3 à refroidissement liquide qui développait 80 chevaux. La transmission se composait d'une boite de vitesses à 4 rapports avec réduction à 2 étages et complétée avec un amplificateur de couple qui permet de passer les vitesses sous charges.
C'est en 1968 que le modèle Zetor Crystal UR II 80.11 a été présenté au public. Le nom de Crystal a été donné par le créateur du design extérieur, l'ingénieur tchèque Otakar Diblik. La gamme UR II comprenait de nombreuses caractéristiques innovantes de cette époque, l'assemblage des pièces maîtresses de sous-ensembles était réuni autour d'un châssis ; le moteur, l'embrayage et le radiateur étaient montés sur un châssis constitué de deux longerons supportant l'essieu avant, reliés à la transmission et au pont sur la partie arrière. Comme sur les autres modèles de tracteurs Zetor, on retrouvait le compresseur à air (idéal pour gonfler les pneus) et la réserve d'eau chauffée par le collecteur d'échappement du moteur (idéal pour se laver les mains). Un des concepts les plus intéressants était cette nouvelle cabine, pour ne pas dire, la première cabine de sécurité avec système de protection contre les renversements dans le monde, montée sur des isolateurs de vibration. Cette nouvelle cabine spacieuse a également contribué à réduire le bruit perçu à l'intérieur en dessous de 85 dB. À l'intérieur, elle disposait d'un siège monté sur suspensions pneumatiques, d'une ventilation et d'un chauffage. Cette cabine fut l'invention de Jaroslav Zezula, Jiri Marek, Gustaw Sbiec et elle fut protégée par les droits de brevets. D'autres innovations de ce tracteur conçu dans le bureau de recherche de Brno ont été protégées par des brevets, on retrouve l'essieu avant avec suspensions, le dispositif de régulation hydraulique ainsi que le dispositif d'entrainement de l'arbre de prise de force arrière, le frein à main indépendant puis le système de freins à disques. Les tracteurs avaient une force de traction allant de 41 à 54kN et un système de relevage hydraulique d'une capacité de levage de 4 tonnes.
En 1970, a été présenté le 8045 et, grâce à ces procédures innovantes, la marque Zetor a été acclamée dans le monde entier et a figuré au sommet des classements des constructeurs mondiaux de tracteurs.
L'assemblage des modèles Crystal s'est déroulé dans l'usine de Zetor à Brno jusqu'en 1980. L'année suivante, ce sera en Slovaquie dans l'usine de ZTS Martin que sera transférée la production des modèles Crystal de Zetor UR II. Une association fragile qui cessera en 1993, année où la Slovaquie prit son indépendance de la Tchéquie.
Conformément au projet tchéco-polonais, le partenaire polonais Ursus n'était pas lié par licence, la marque a donc présenté en 1969 son propre modèle C-385, un modèle équivalent du Crystal 80.11 . Ce sera le premier modèle de la nouvelle gamme assemblée dans son usine de Varsovie en Pologne sous la référence type NUR (UR II chez Zetor), dont la moitié des composants était fournie par Zetor. La coopération avec ZPC Ursus continua jusqu'en 1989 lorsque Ursus produira un tracteur de plus forte puissance avec un développement issu de ses propres recherches.
Dans les années 1970, de nouveaux modèles ont été rapidement introduits, l'étape suivante était la montée en puissance des tracteurs. En 1975, le premier moteur six cylindres de 6 842 cm3 a été installé sur les modèles Zetor Crystal 120.11 / 120.45, amenant ainsi la puissance à 120 chevaux. Le moteur avait les mêmes caractéristiques qu'un bloc quatre cylindres mais avec deux cylindres supplémentaires. L'année 1977 voit apparaître les modèles 100.11/ 100.45, équipés du moteur quatre cylindres de 4.6 l mais accompagnés d'un turbocompresseur Holset. En 1980, le moteur six cylindres de 6.8l, également doté d'un turbocompresseur, donna naissance au modèle 160.45 développant 160 chevaux.
Plusieurs modèles de ces tracteurs ont été commercialisés jusqu'aux États-Unis sous la marque Long par UTB. La gamme comprenait les modèles Long 900, 910, 1100, 1110, 1310  . Ils ont été commercialisés entre le milieu des années 1970 et le milieu des années 1980.
Les modèles ont également été importés en Australie par Motokov Australia au début des années 1970 et distribués sous la marque Aristocrat par Australian Motor Industries Limited.

### Série Unifiée UR III et Forterra 1
Au début des années 1990, l'absence de tracteur dans la gamme de moyenne puissance se fait ressentir. Même si de nombreux prototypes de tracteurs ont été développés dès 1972 par le bureau de recherche et développement de Zetor, ce n'est qu'en 1991 que la Série Unifiée III verra apparaître le retour de Zetor dans cette catégorie. Cela donnera naissance aux modèles 75.20 / 75.40 ; 85.20 / 85.40 ;  95.20 / 95.40 et 105.40 , équipés d'un tout nouveau moteur à injection directe de carburant diesel de 4 cylindres turbocompressé d'une capacité de 4156 cm3, développant une puissance allant de 82 à 103 chevaux . Cette nouvelle gamme apparait comme un remplacement de l'entrée du catalogue Crystal parti définitivement chez ZTS Martin. L'UR III se différencie considérablement des modèles UR I grâce un moteur plus puissant, d'une nouvelle transmission à changement de vitesses avec multiplicateurs à trois degrés, d'essieux arrière renforcés, d'une nouvelle cabine massive moderne à large champ de vision et d'un nouveau capot plus imposant qui laisse apparaître une calendre stylé avec des formes moins angulaires. Le modèle 115.40 venu compléter la gamme en 1997 est assez particulier puisqu'il disposait d'un moteur six cylindres de 6 litres qui n'était pas fabriqué par Zetor. En effet, depuis la séparation de Tchécoslovaquie en 1993, les accords entre ZTS et Zetor avaient pris fin et Zetor se retrouva dépourvu de moteur six cylindres. De par la faible quantité de production des modèles en interne, un accord avait été conclu avec Same (SLH) pour la fourniture de moteurs six cylindres.
De 1993 à 1998, Zetor a également construit des tracteurs UR III pour John Deere qui ont été commercialisés dans certaines parties du monde.
En 1998, la série unifiée III (UR III) a subi un processus d'innovation au tournant du millénaire et a reçu la dénomination commerciale « Forterra ». La première série comprenait une carrosserie en acier avec une inclinaison du capot vers le bas. Le modèle le plus puissant était le 116.41 avec un moteur à six cylindres d'une puissance de 115 chevaux. Cette série offre était composée des modèles 86.21 / 86.41, 96.21 / 96.41, 106.41 et 116.41. La série suivante disposait de modèles d'une puissance allant de 80 à 130 chevaux avec des modèles disponibles uniquement en 4 roues motrices et des moteurs au niveau d'émission Stage III.

### De nos jours

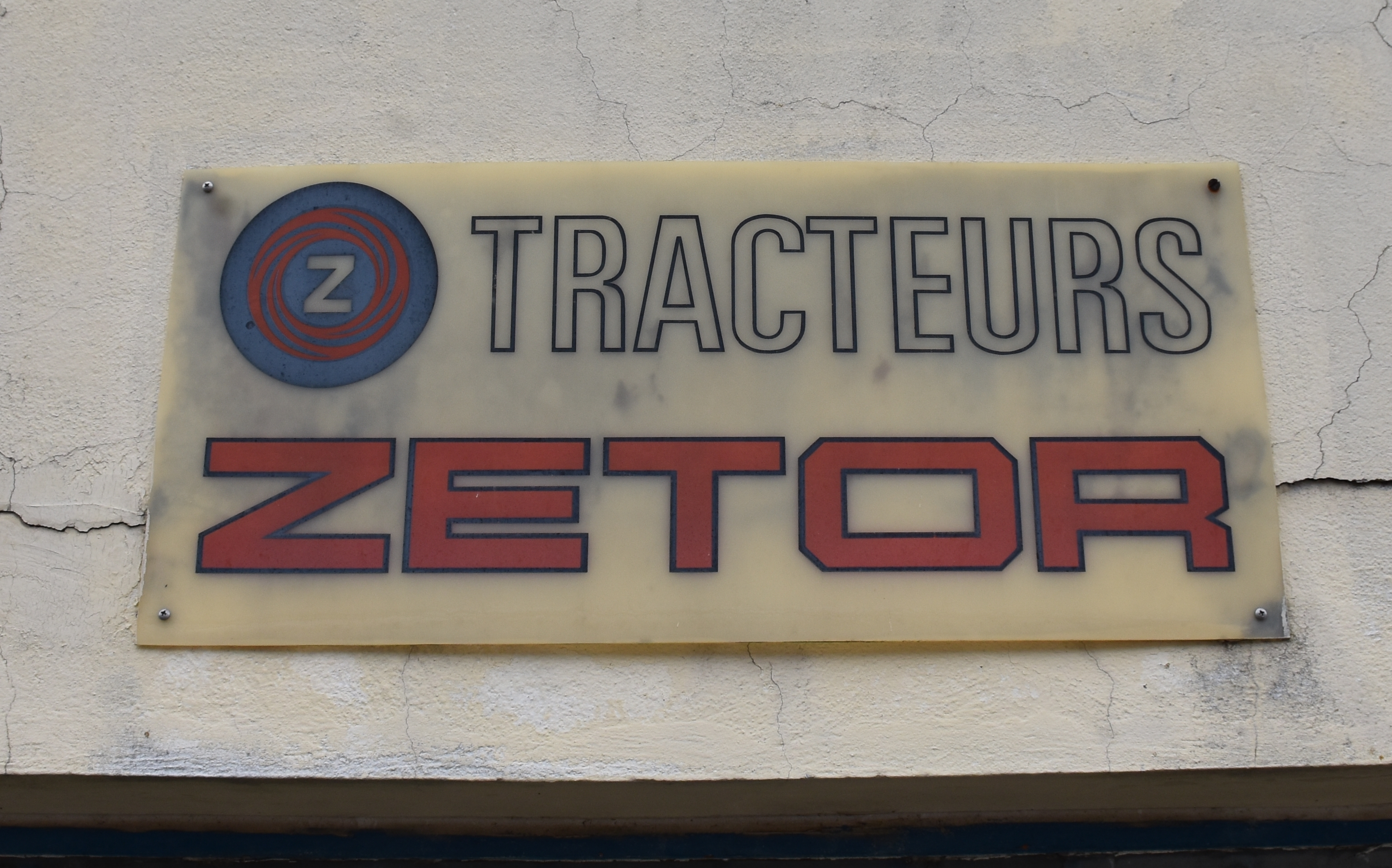
Publicité pour les tracteurs Zetor.

HTC Holding est entrée dans l'histoire de la marque en devenant propriétaire de Zetor en juin 2002. Les nouveaux propriétaires ont investi de l'argent pour stabiliser l'entreprise et la restructurer. Il a soufflé un vent nouveau dans l'entreprise, des employés ont été licenciés et les chaines de productions ont pu redémarrer. L'usine a été modernisé à plusieurs reprises ainsi que les nouveaux modèles de tracteurs.
En conséquence, les nouveaux successeurs de la série UR ont finalement réussi à percer. On connaît maintenant les successeurs des séries UR I et UR III sous les noms « Proxima » et « Forterra ». Pendant ce temps, ces séries ont encore été élargies et améliorées. La série "Major" est le successeur légal de l'UR I, laquelle a fait son retour en 2013 et la série Crystal en 2015.
Aujourd'hui, les séries Major, Proxima, Forterra et Crystal ont toutes été améliorées en versions plus luxueuses et plus simples. Étendant son portefeuille de produits et ses projets de développement de l'entreprise, Zetor se focalise également sur l’extension de son réseau de distributeurs et de partenaires commerciaux. La marque accorde une attention spéciale à l’Europe occidentale ainsi qu’à d’autres marchés sur lesquels elle est présente.

### Dates clés
- 1946 : Création de l'entreprise. Après la fin de la Seconde Guerre mondiale, la ville industrielle de Brno a réfléchi pour trouver une solution au devenir de ses usines, utilisées pour la production de munitions. C'est ainsi que Zetor est né.
- 1946 : Le premier tracteur, le Zetor 25A, voit le jour le 15 octobre.
- 1954 : Sortie du 30 Super.
- 1955 : Sortie du 35 Super, premier tracteur de la marque à être un quatre cylindres diesel, ce qui était alors une technologie avancée. Considérés comme solides et proposés à un faible coût, les tracteurs Zetor ont ainsi connu le succès dans de nombreux pays.
- 1956 : Sortie du 50 Super et du Zetor Super P (tracteur à chenilles).
- 1960 : Sortie de la série UR I 20.11, 30.11, 40.11.
- 1967 : Pour compléter la nouvelle série UR I lancée en 1966 avec le 55.11, de nouveaux modèles font leur apparition : le 25.11, le 35.11 et le 45.11. Plus de 80 000 tracteurs de cette série sont vendus.
- 1968 : Sortie du Zetor Crystal 80.11, le premier modèle de la série UR II. Un tracteur à puissance supérieure avec un certain nombre de nouvelles caractéristiques et solutions peu répandues à cette époque. En son temps, le Crystal était l'un des premiers tracteurs conçus pour les opérations lourdes. La conception carrée et l'ergonomie de fonctionnement évoquaient robustesse et confort.
- 1975 : La fabrication des moteurs 4 et 6 cylindres série UR II Crystal est transférée à la nouvelle usine Závod Motory Zetor à Martin en Slovaquie .
- 1976 : Zbrojovka Brno devient Zetor Brno, le nom de la marque et de la société.
- 1976 : Sortie du premier tracteur à six cylindres équipant les modèles Zetor Crystal 120.11 ainsi que le 120.45.
- 1980 : La série UR II est élargie avec le modèle Zetor Crystal 160.45 Turbo à quatre roues motrices et une puissance de 160 ch (118 kW).
- 1981 : La fabrication complète de tracteurs série UR II est transférée à l'usine de ZTS Martin en Slovaquie .
- 1991 : UR III, retour à la puissance supérieure . Les "modèles 1992" de la nouvelle série UR III, à savoir le 75.20/40, le 85.20/40 Turbo et le 95.20/40 Turbo, sont développés avec un équipement de moteurs plus puissants, d'une transmission à changement de vitesse, d'essieux arrière pour charges lourdes et de cabines massives modernes à large champ de vision.
- 1993 : Le 1er juillet, la société est privatisée et son nom changé pour Zetor, a.s. (société anonyme).
- 1997 : Nouvelle série Super UR I avec cinq nouveaux modèles : les 33.21/41, 43.21/41, 53.21/41, 63.21/41 et 73.21/41 T. Un exemple de technologie moderne basée sur la forme de tracteur traditionnelle des années 1950.
- 1998 : La série UR III est considérablement modernisée et relancée sous le nom commercial de « Forterra ». Le modèle 116.41 est équipé d'un moteur à six cylindres d'une puissance de 115 ch (85 kW).
- 2000 : La société connait de graves problèmes financiers qui vont aller jusqu'à interrompre la production. Cependant, vu l'accueil fait par les clients aux tracteurs produits et l'importance pour la région, le gouvernement décide d'inscrire la société dans son programme d'assistance afin de remettre Zetor sur pied.
- 2002 : HTC Holding acquiert 98 % des parts de Zetor, le 29 juin.
- 2004 : Création de la filiale française située à Duttlenheim, en Alsace.
- 2004 :  La série Proxima remplace la série Super, jusqu'ici le dernier représentant de l'UR I. Les nouveaux moteurs ont mis fin au concept de quatre culasses séparées. Dans cette série, les jantes blanches ont également été remplacées par des jantes grises. Les modèles à quatre cylindres étaient disponibles dans la gamme de puissance de 75 - 90 ch (55 - 66 kW).
- 2013 : Le Major fait son grand retour.
- 2013 : Signature d'une coopération entre Zetor et le fabricant suédois Alö AB pour la fabrication de plusieurs modèles de chargeurs frontaux [9].
- 2014 : Zetor Tractors se lance dans une coopération à long terme avec le motoriste allemand Deutz AG pour la fourniture de moteurs 4 cylindres TCD 2.9 litres et de moteurs 6 cylindres de 6.1 litres TCD. La nouvelle série de moteurs sera introduite dès 2015 sur le modèle Major et le nouveau modèle Crystal [10].
- 2015 : Le légendaire Crystal fait son retour sur le marché du six cylindres [11].
- 2015 : Pour le 70e anniversaire de la marque, présentation du nouveau concept de design Zetor dessiné par Pininfarina. Le concept doit être appliqué à toutes les gammes et tous les produits de la marque Zetor [12].
- 2016 : Retour sur le marché indien avec l'introduction de la gamme Global Range [13] via la création d'une nouvelle filiale ZETOR India Private Limited.
- 2018 : Sortie de deux nouvelles gammes de tracteurs Utilix et Hortus .
- 2018: Le nouveau concept de design moderne Pinifarina est lancé en production sur la gamme Major.
- 2020 : Introduction des modèles Primo et Compax destinés aux collectivités, aux paysagistes, pour l'entretien des terrains de sport et les petits élevages .
- 2020 : Zetor et le constructeur indien VST Tillers Tractors ont signé un accord pour un projet de développement d'un nouveau modèle de tracteur destiné aux marchés asiatique et africain d'une puissance supérieure à 36 chevaux[14].
- 2021: Le moteur maison Zetor 4 cylindres de 4156 cm3 qui équipe les Forterra notamment, est présenté avec un nouveau système d'injection de carburant et de post traitement des gaz d'échappement. Cet ensemble répond favorablement aux nouvelles normes d'émissions polluantes Stage V .
- 2022 : Présentation en Chine de deux nouveaux modèles de tracteurs de 45 et 50 chevaux sous le nom VST Zetor .
- En mars, Zetor présente le nouveau Proxima équipé d'un nouveau moteur Deutz AG 4 cylindres de 3.6 litres TCD afin de répondre à la dernière norme d'émission polluante Stage V [15]
- En septembre, HTC Investments annonce la création d'une co-entreprise nommée VST-ZETOR Privated Limited. VST TILLERS et ZETORS TRACTORS détiennet chacun 50 pour cent du capital de cette co-entreprise dont le siège social est établi à Bangalore, Karnataka en Inde.
- En novembre, un nouveau modèle de tracteur de puissance comprise entre 70 et 171 chevaux est annoncé par le constructeur pour 2024. Dénommé M2023+, il s'agit d'une toute nouvelle gamme de Série 6 avec des composants moteurs, transmissions, pont avant, fournis par des partenaires externes [16].
- 2024 : Au printemps, VST-ZETOR lance sur le marché indien les nouveaux modèles 4211, 4511 et 5011 d'une puissance comprise entre 40 et 50 chevaux.

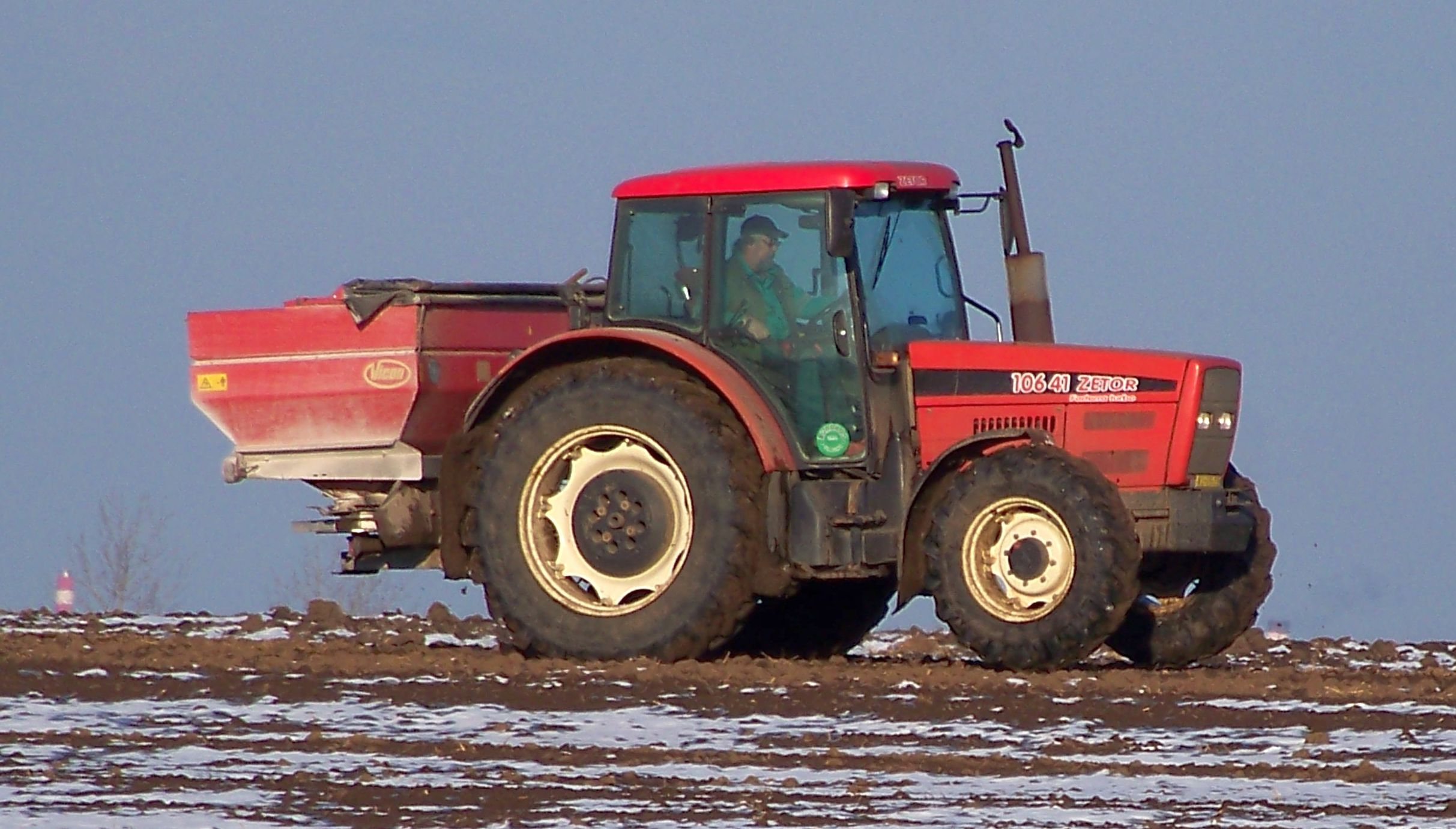
Zetor 10641.
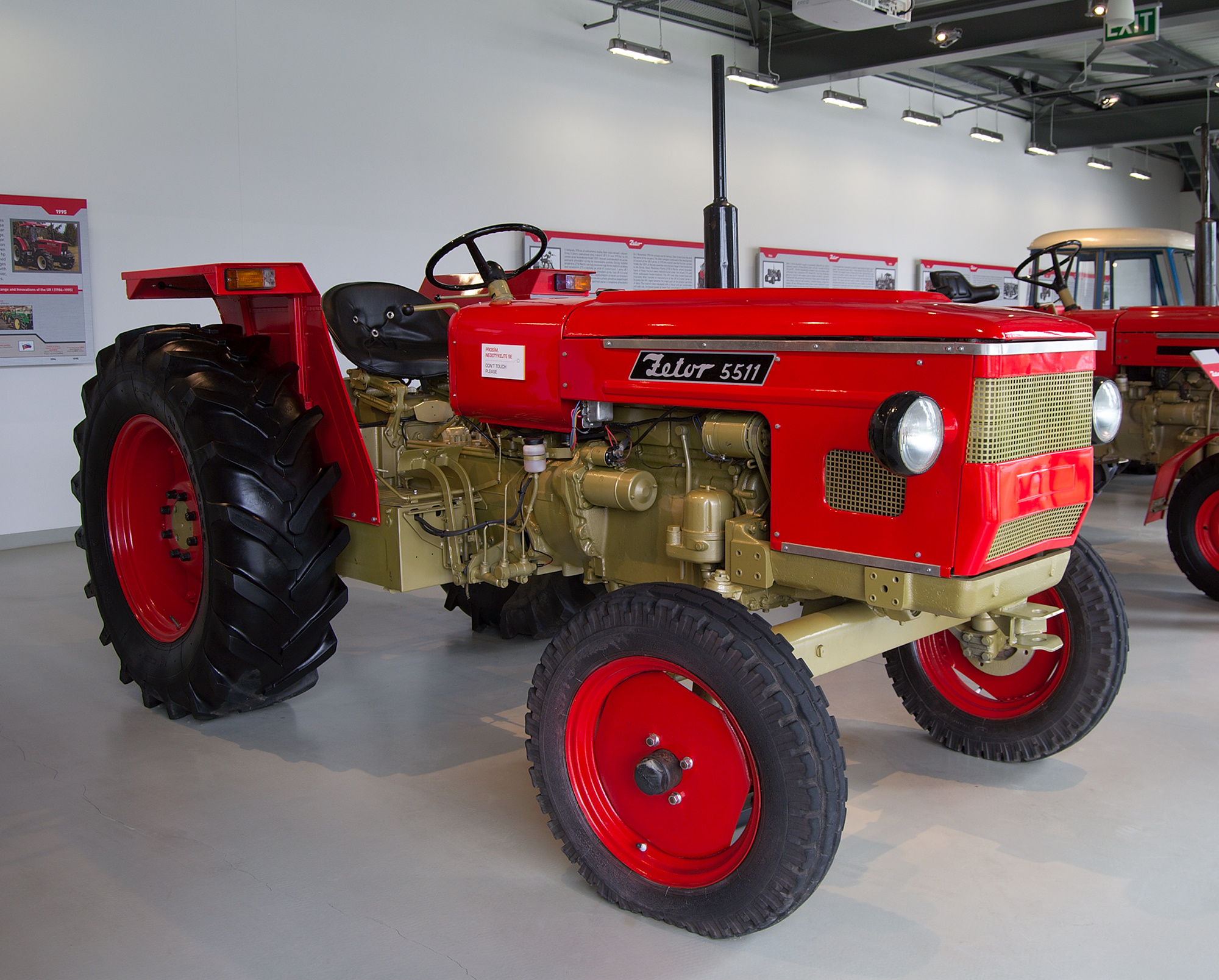
Zetor 5511.
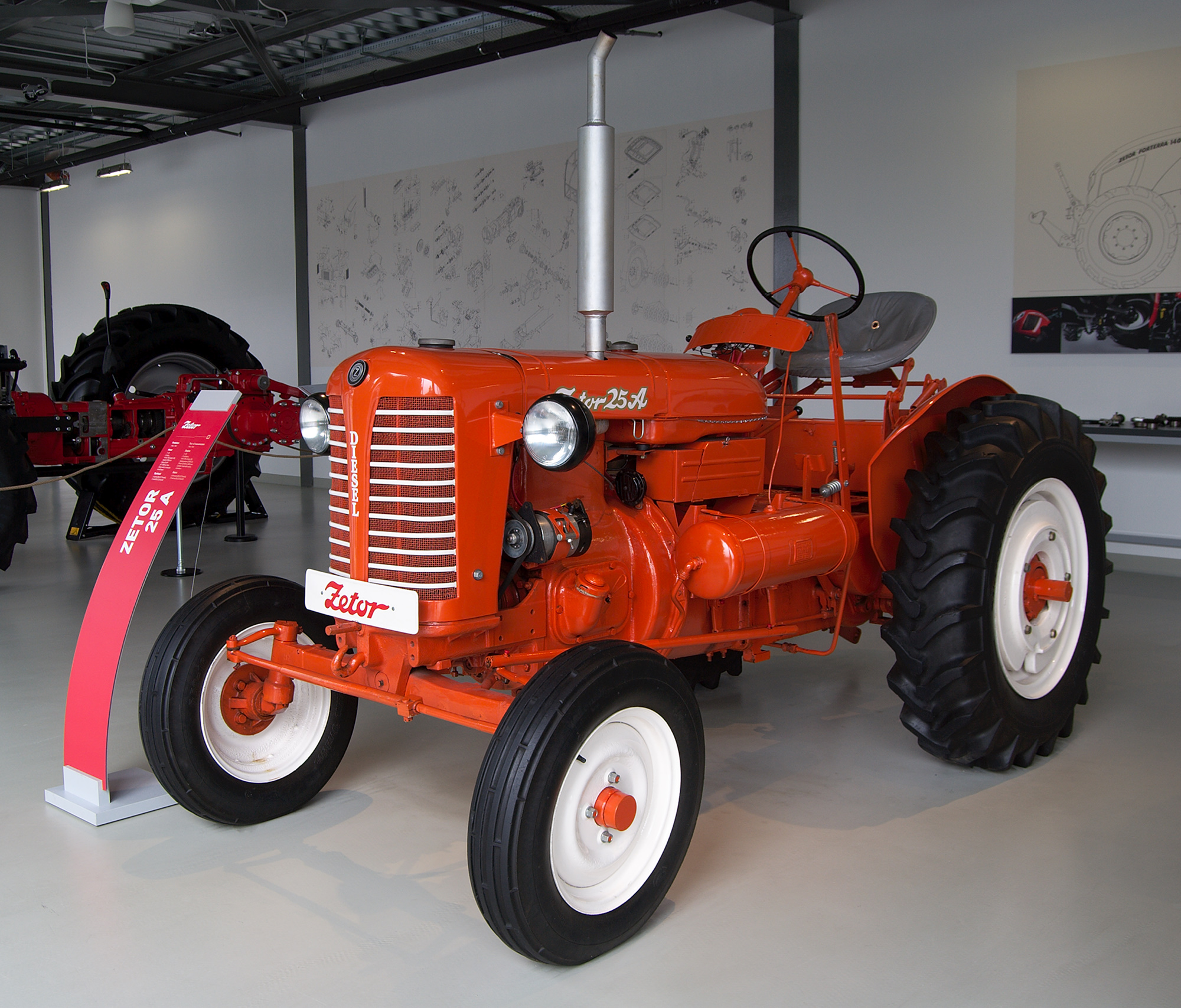
Zetor 25A.
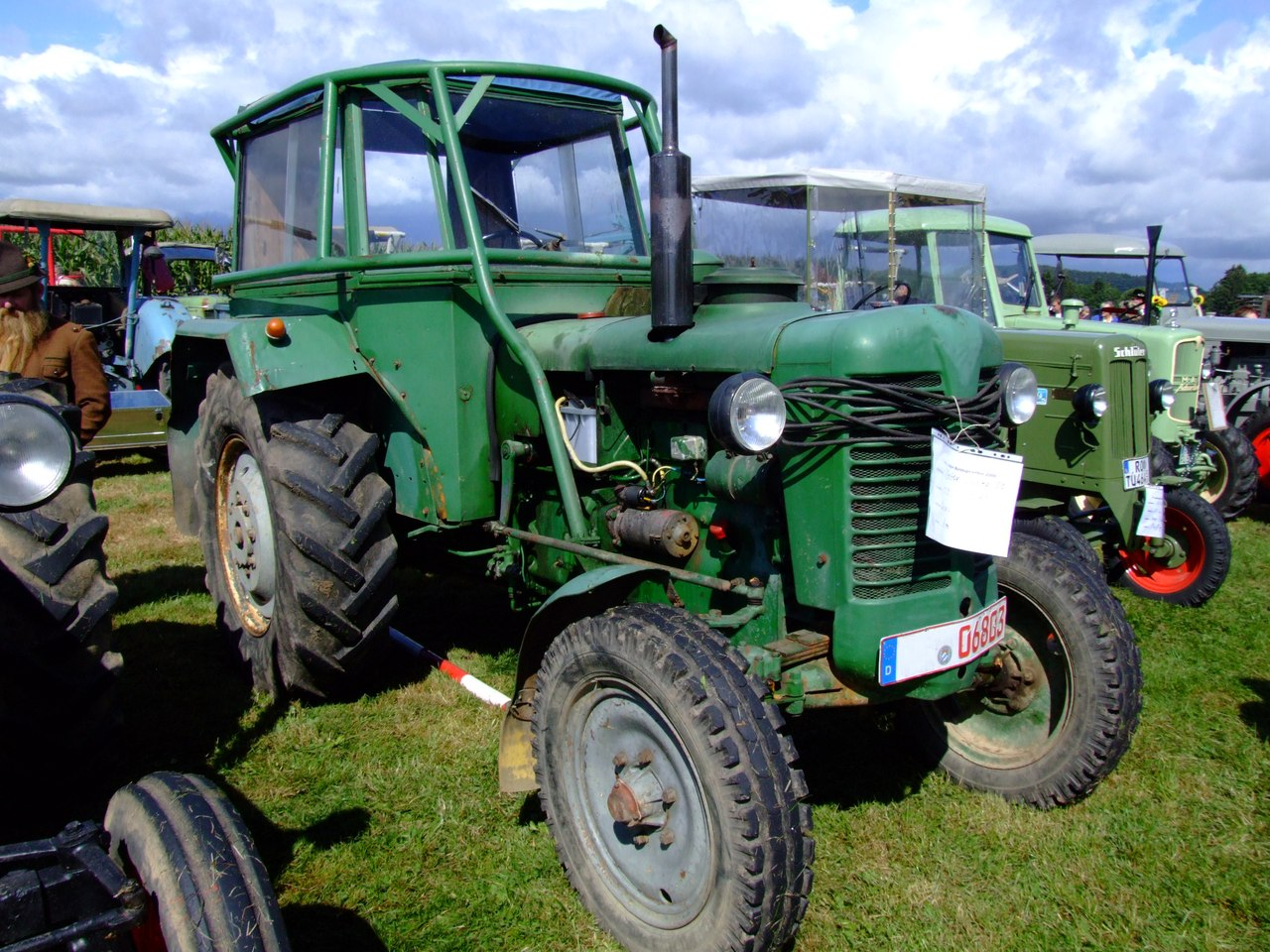
Zetor Super 50.
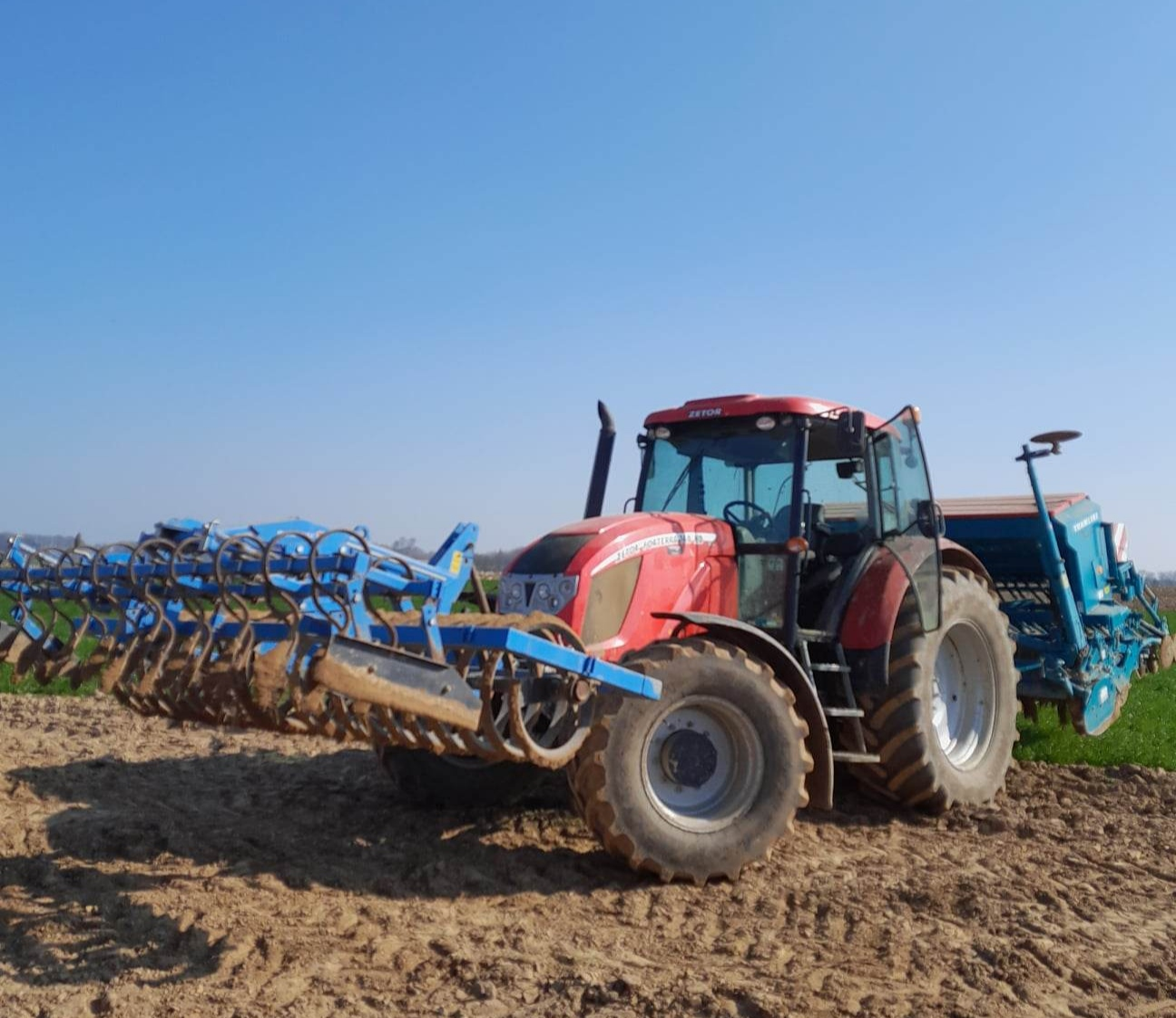
Zetor Forterra 140 HD

## Modèles actuels
Zetor produit dans son usine de Brno quatre gammes de modèles de tracteurs : Zetor Major, Zetor Proxima, Zetor Forterra et Zetor Crystal. 
En 2015, lors du salon Agritechnica à Hanovre, en Allemagne, la société a annoncé son intention d'étendre le portefeuille de produits actuel par deux nouvelles lignes de modèle : Zetor Utilix et Zetor Hortus, avec des puissances allant de 43 à 67 ch. Zetor a également présenté le nouveau concept de design Zetor réalisé par Pininfarina. Le concept a été appliqué progressivement à toutes les gammes et tous les produits de la marque Zetor fabriqués à Brno .
En 2014, Zetor annonce son retour en Inde avec la création d'une filiale Zetor Indiana Private Limited et la signature d'accords avec les constructeurs régionaux Kartar Tractors et le motoriste Kirloskar Engine Oils ; pour produire des modèles de tracteurs destinés uniquement aux marchés africain et asiatique où les normes d'émissions polluantes sont moins contraignantes. La gamme Global Range est alors crée et propose différents modèles d'une puissance comprise entre 50 et 90 ch.
En 2019, lors de l'Agro Show de Bednary en Pologne, Zetor présente deux nouvelles gammes de tracteurs, Compax et Primo ; principalement destinés aux collectivités paysagistes et petits élevage. Ces modèles sont issus d'une coopération avec le sud-coréen TYM (Tong Yang Moolsan) et le japonais Yanmar , comme les Utilix et Hortus.
En novembre 2022, Zetor et VST Tillers ont profités du salon CII Agro Tech de Chandigarth (Inde) pour présenter deux tracteurs de 45 et 50 chevaux adaptés aux conditions locales et commercialisés sous la marque VST Zetor. Le développement de ces modèles a été réalisé conjointement entre les équipes tchèques et chinoises dans des conditions assez complexes en raisons des restrictions de déplacement dues à la pandémie de Covid-19. Les prototypes ont été développés dans le centre de recherche de Zetor en République tchèque.

### Zetor Major
Jusqu'à présent, la gamme Zetor Major la moins puissante a été lancée début 2013. Il s'agit d'un tracteur simple d'une puissance de 76 ch, apprécié pour sa fiabilité et ses faibles coûts d'exploitation. En 2015, la gamme Major a été prolongée par un nouveau type Major 60 avec une puissance de 61 ch. À la fin de l'année 2016, la société a lancé le nouveau HS Major, qui offre un confort supérieur tout en conservant de faibles coûts d'exploitation. Les tracteurs de la gamme Major inclus dans la classe de puissance moyenne sont appréciés pour une utilisation et un service faciles.

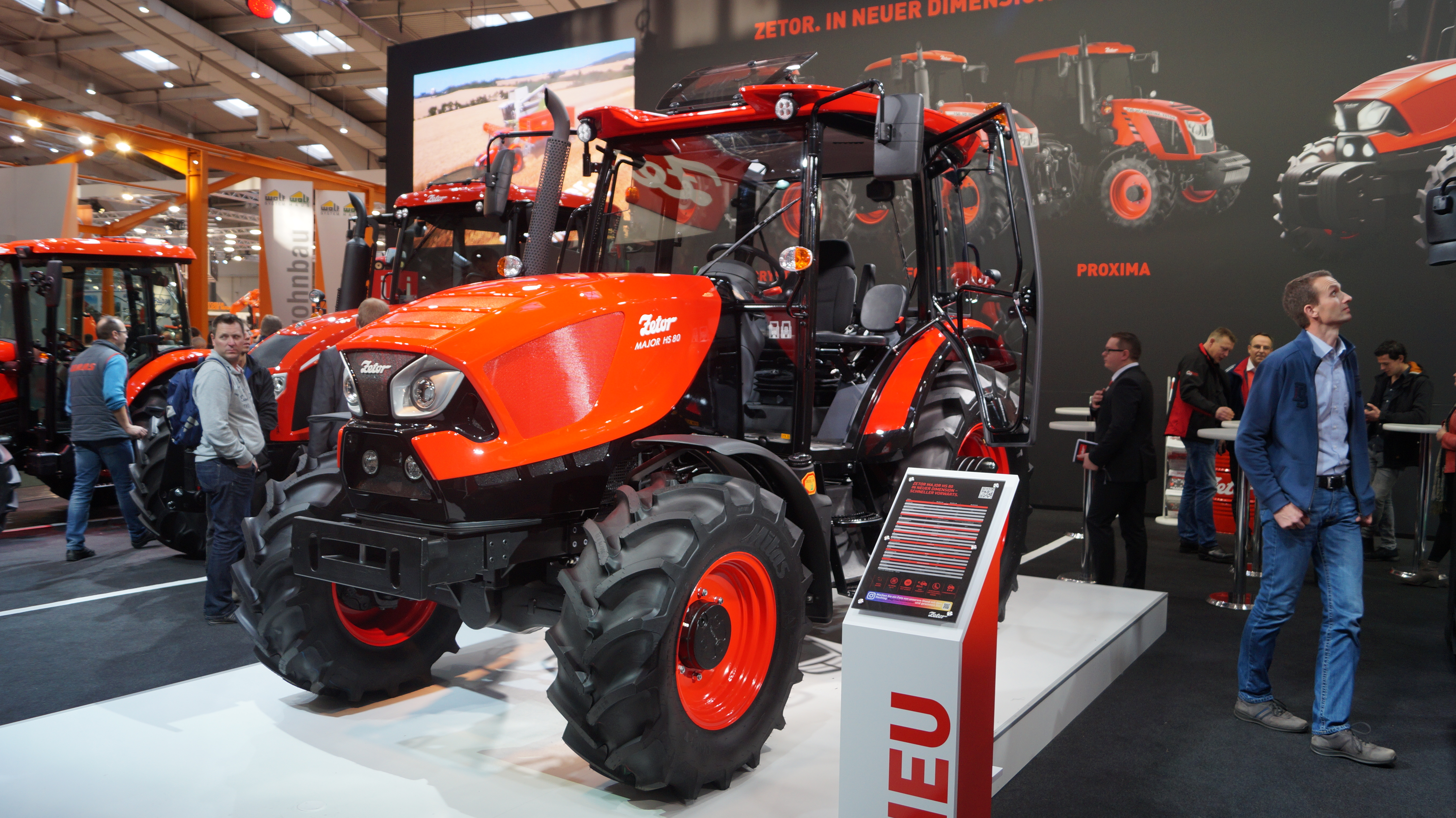
ZETOR Major HS 80.

### Zetor Proxima
La gamme Proxima est entrée sur le marché en 2004. Il s'agit d'un tracteur agricole universel utilisant des moteurs à quatre cylindres de la marque Zetor. Ils sont utilisés pour les agrégations avec des machines agricoles, des adaptateurs industriels et dans le transport agricole. Ils sont principalement utilisés dans l'agriculture, la foresterie et le service communautaire. Zetor fabrique trois types : Proxima CL, Proxima GP, et Proxima HS, couvrant les puissances de 80 à 120 ch et offrant une grande variabilité des transmissions. Ils offrent des vitesses rampantes dans le modèle CL, allant jusqu'au système PowerShift à trois étages et même le système PowerShuttle.

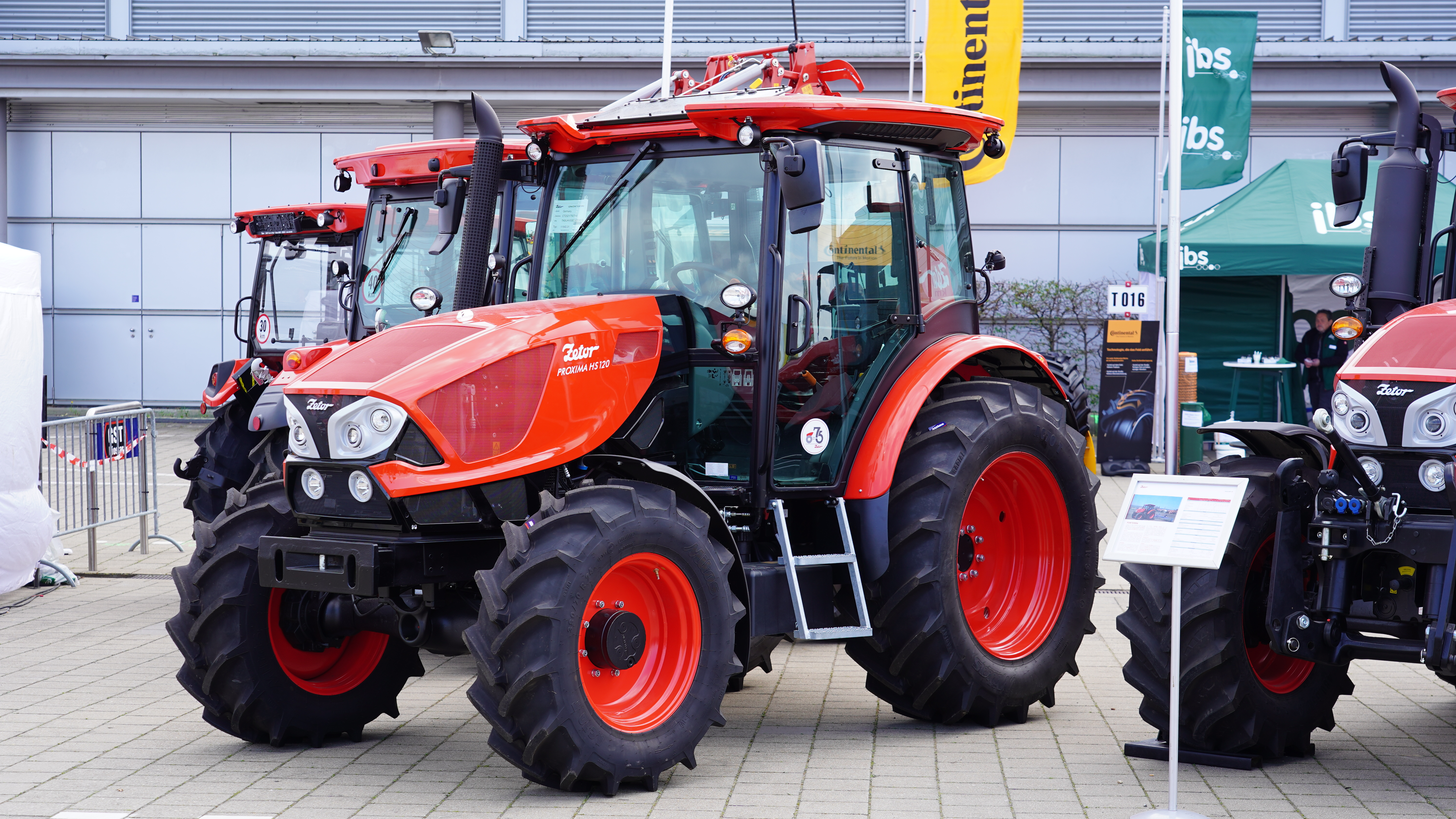
ZETOR Proxima HS 120.

### Zetor Forterra
La gamme Forterra présente des tracteurs robustes équipés de moteurs Zetor à quatre cylindres, adaptés au travail intensif en agriculture et en foresterie. Les premières pièces sont entrées sur le marché en 2008. En 2010, le premier moteur quatre cylindres Zetor 4.156 litres composé de seize soupapes à fait ses débuts sur le Forterra augmentant sa puissance maximale jusqu'à 135 chevaux. En 2012, la gamme a été étendue par Forterra HSX avec transmission 30/30 et inverseur électro-hydraulique. En 2014, la gamme a été étendue par Forterra HD avec une puissance allant jusqu'à 147 ch et une régulation hydraulique électronique.

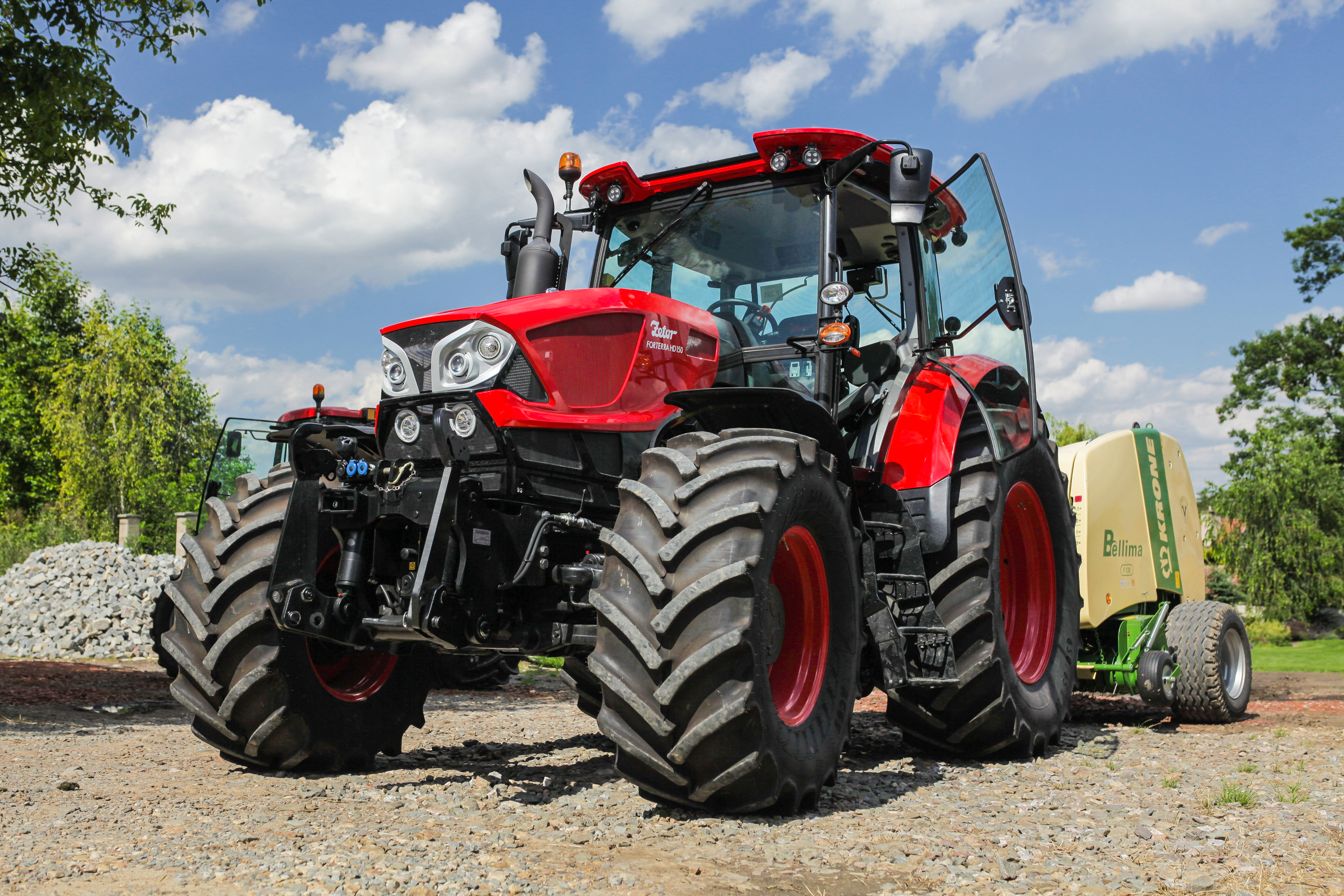
Zetor Forterra.

### Zetor Crystal
Pour une longue période, Zetor n'a pas produit un puissant tracteur à six cylindres. Un tel modèle manquant a été lancé en 2015 lors de la présentation de Zetor Crystal. Le nom Crystal fait référence aux tracteurs légendaires produits par Zetor de 1969 à 1980. Au cours de cette période, plus de 45 000 tracteurs Crystal ont été vendus. Le nouveau Crystal est équipé d'un moteur six cylindres 6.1l TCD fourni par Deutz, avec une puissance de 144 ou 163 ch. Les moteurs sont équipés de 24 soupapes et d'un système d'injection Common Rail sans booster. La transmission offre trente vitesses avant et trente arrière. Le fonctionnement du tracteur est facilité par le PowerShift à trois étages, le PowerShuttle et le PowerClutch, ainsi que le bouton d'embrayage intégré dans le levier de changement de vitesse. Les modèles ont été re-stylés en 2020 avec la mise en place du concept Pininfarina appliqué sur le toit et le capot avant légèrement redessiné. Les modèles sont renommés 150 et 170 .

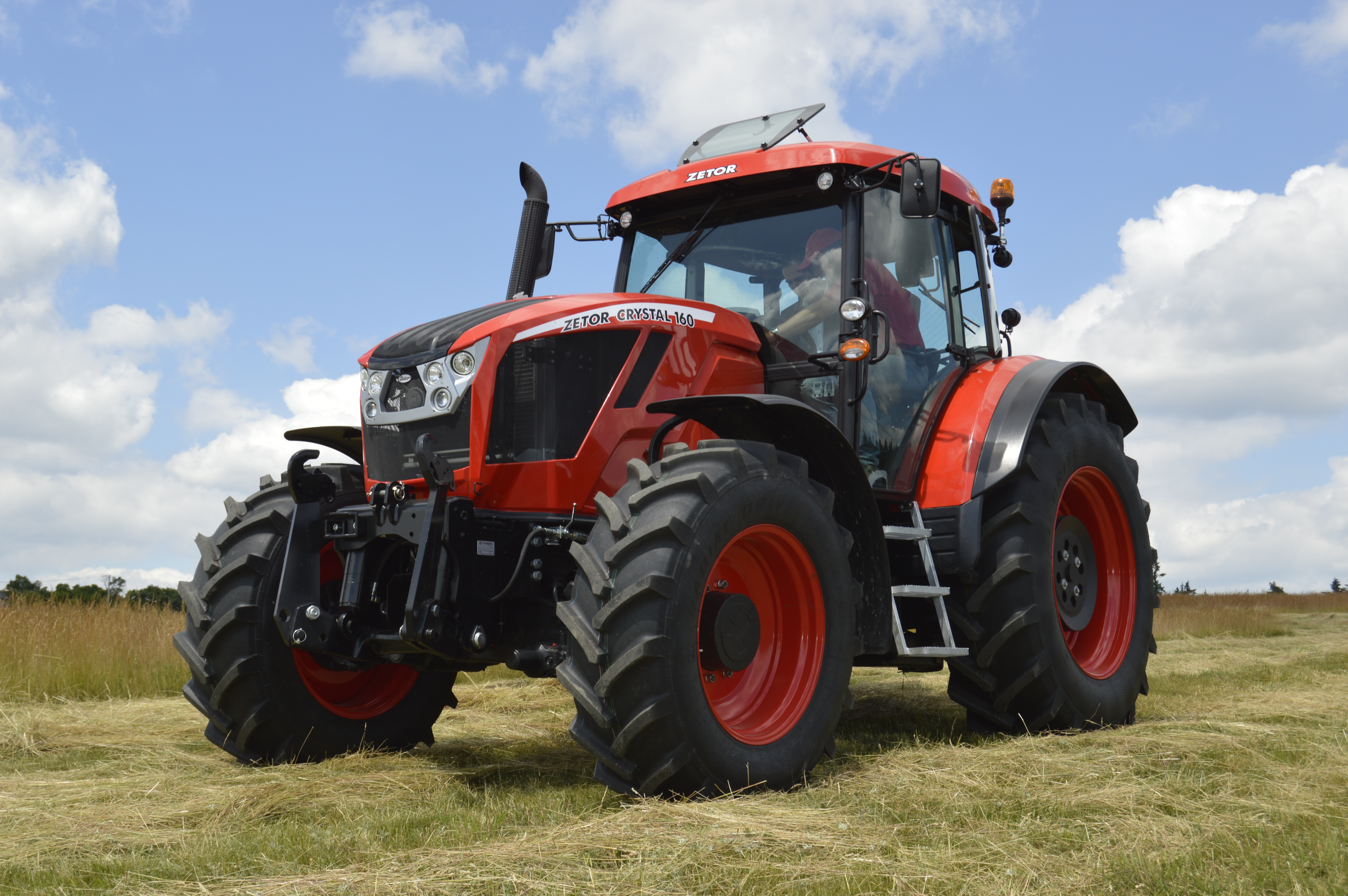
Zetor Crystal.

### Zetor Compax
Présentés en 2020, les tracteurs Compax fabriqués par TYM, sont animés d'un moteur Yanmar de 3 cylindres de 25 à 37 ch. Ils sont proposés en version cabine et plateforme avec 2 transmissions hydrostatiques dont 2 plages d'avancement ou 3 plages pour les modèles supérieurs. Une transmission synchronisée 12 X 12 à 3 gammes est également proposée (23 gammes  6 X 2 sur les modèles de base). La capacité de levage du 3 points s’élève à 1.200 kg permettant de travailler avec une grande variété d'outils. En gamme standard, les tracteurs sont équipés d'une cabine équipée de la climatisation et d'un chauffage ainsi qu'un joystick de contrôle pour les accessoires hydrauliques. La prise de force arrière à un régime de 540 tr/min, le circuit hydraulique délivre un débit allant de 26.3 à 41.2 l/min et peut commander jusqu'à 4 distributeurs selon les modèles. La direction est de type hydrostatique.

### Zetor Primo
Les Primo sont des tracteurs de tonte compacts et maniables introduits en 2020. Idéal pour les collectivités, les paysagistes et les petits élevages, ils sont équipés d'un moteur Yanmar de 3 cylindres développant 19 ch, à refroidissement liquide et homologué Stage V. Les 4 roues motrices garantissent une traction supérieure lors de la tonte dans les pentes. Il est équipé d'une direction assistée hydraulique, il est proposé avec un régime de prise de force arrière de 540 tr/min et d'une capacité de levage allant jusqu'à 499 kg. La dimension du plateau de tonte est de 54 pouces avec une hauteur de coupe comprise entre 1 et 4 pouces. Le régime de la prise de force centrale est de 2.500 tr/min.

### Zetor Global range
Ce tracteur bon marché, fiable et robuste est sorti en 2016 exclusivement pour les marchés asiatique et africain où les normes en matière d'émission polluante sont moins contraignantes. Le design a été re-stylé en 2020 et il est décliné en différents modèles sous les nouvelles références : 2040 ; 2050 ; 2150 ; 2160 ; 2175 et 2190. Les modèles sont disponibles en 2 et 4 roues motrices. Les moteurs fournis par Kirloskar Oil Engines sont constitués d'un bloc en 3 et 4 cylindres homologués Stage III fournissant une puissance allant de 39 à 90 ch . Les modèles sont équipés de transmissions mécaniques très simples 8/2, 8/8 ou 12/12 partiellement ou entièrement synchronisées.

## Liste des anciens modèles

### Zbrojovka Zetor
| Modèle de base | Modèle dérivé | Evolution | Série | Année de production |
| -------------- | ------------- | --------- | ----- | ------------------- |
| Z 25           | 25 A, 25 K    |           |       | 1946-1961           |
| Z 15           |               |           |       | 1947-1949           |
| 35 Super       | 35 P          |           |       | 1955-1960           |
| 50 Super       |               |           |       | 1960-1968           |

### Série Unifiée UR I
| Modèle de base | Modèle dérivé              | Evolution | Série    | Année de production |
| -------------- | -------------------------- | --------- | -------- | ------------------- |
| 30.11          | 30.13, 30.16, 30.45        | 0         |          | 1960-1967           |
| 20.11          | 20.23                      | 0         |          | 1963-1967           |
| 40.11          | 40.16                      | 0         |          | 1962-1967           |
| 25.11          |                            | 1         | 5        | 1967-1975           |
| 35.11          | 35.13, 36.11               | 1         | 5        | 1968-1972           |
| 45.11          | 46.11                      | 1         | 5        | 1968-1972           |
| 55.11          | 55.45, 56.11, 56.45, 56.47 | 1         | 5        | 1966-1972           |
| 47.12          | 47.18                      | 2         | 7        | 1972-1977           |
| 57.11          | 57.18, 57.45, 57.48        | 2         | 7        | 1972-1977           |
| 67.11          | 67.18, 67.45, 67.48, 67.14 | 2         | 7        | 1972-1977           |
| 49.11          |                            | 3         | 9        | 1977-1980           |
| 59.11          | 59.45                      | 3         | 9        | 1977-1980           |
| 69.11          | 69.45                      | 3         | 9        | 1977-1980           |
| 50.11          | 50.45                      | 4         | 10       | 1980-1984           |
| 60.11          | 60.45                      | 4         | 10       | 1980-1984           |
| 70.11          | 70.45                      | 4         | 10       | 1980-1984           |
| 52.11          | 52.45, 52.11, 52.13        | 5         | 12       | 1984-1992           |
| 62.11          | 62.45                      | 5         | 12       | 1984-1992           |
| 72.11          | 72.45, 72.45 H             | 5         | 12       | 1984-1992           |
| 77.11          | 77.45, 77.45 H             | 6         | 12       | 1987-1992           |
| 77.11 T        | 77.45 T                    | 6         | 12       | 1987-1992           |
| 33.20          | 33.40                      | 7         | 92       | 1992-1999           |
| 43.20          | 43.40                      | 7         | 92       | 1992-2001           |
| 53.20          | 53.40, 53.40 H             | 7         | 92       | 1992-2001           |
| 52.13          | 52.14, 52.43 T             | 7         | 92       | 1992-2005           |
| 63.20          | 63.40, 63.40 H, 63.40 U    | 7         | 92       | 1992-2001           |
| 73.20 T        | 73.40 T                    | 7         | 92       | 1992-2001           |
| 33.21          | 33.41                      | 8         | 97 Super | 1997-2004           |
| 43.21          | 43.41                      | 8         | 97 Super | 1997-2004           |
| 53.21          | 53.41                      | 8         | 97 Super | 1997-2004           |
| 63.21          | 63.41                      | 8         | 97 Super | 1997-2004           |
| 73.21 T        | 73.41 T                    | 8         | 97 Super | 1997-2004           |
| 33.20          | 33.40                      | 9         | Major    | 1999-2006           |
| 43.20          | 43.40                      | 9         | Major    | 1999-2006           |
| 53.20          | 53.40                      | 9         | Major    | 1999-2006           |
| 63.20          | 63.40                      | 9         | Major    | 1999-2006           |
| 73.20 T        | 73.40 T                    | 9         | Major    | 1999-2006           |

### Série Unifiée UR II et Crystal
| Modèle de base | Modèle dérivé | Evolution | Série   | Année de production |
| -------------- | ------------- | --------- | ------- | ------------------- |
| 80.11          | 80.45         | A         | Crystal | 1968-1983           |
| 120.11         | 120.45        | A         | Crystal | 1975-1983           |
| 100.11         | 100.45        | A         | Crystal | 1978-1983           |
| 160.45         |               | A         | Crystal | 1980-1983           |
| 81.11          | 81.45         | B         | ZTS 1   | 1983-1989           |
| 101.11         | 101.45        | B         | ZTS 1   | 1983-1989           |
| 121.11         | 121.45        | B         | ZTS 1   | 1983-1989           |
| 161.45         |               | B         | ZTS 1   | 1983-1989           |
| 91.11          | 91.45         | B         | ZTS 1   | 1985-1989           |
| 141.11         | 141.45        | B         | ZTS 1   | 1985-1989           |
| 82.11          | 82.45         | C         | ZTS 2   | 1990-1995           |
| 92.11          | 92.45         | C         | ZTS 2   | 1990-1995           |
| 102.11         | 102.45        | C         | ZTS 2   | 1990-1995           |
| 112.11         | 112.45        | C         | ZTS 2   | 1990-1995           |
| 122.11         | 122.45        | C         | ZTS 2   | 1990-1995           |
| 142.45         |               | C         | ZTS 2   | 1990-1995           |
| 162.45         |               | C         | ZTS 2   | 1990-1995           |

### Série Unifiée UR III
| Modèle de base | Modèle dérivé | Evolution | Série                         | Année de production |
| -------------- | ------------- | --------- | ----------------------------- | ------------------- |
| 75.20          | 75.40         |           |                               | 1991-1998           |
| 85.20          | 85.40         |           |                               | 1991-1998           |
| 95.20          | 95.40         |           |                               | 1991-1998           |
| 105.40         |               |           |                               | 1995-1998           |
| 115.40         |               |           | moteur 6 cylindres SLH (Same) | 1997-1998           |

### Major
| Modèle de base | Modèle dérivé | Evolution  | Série                 | Année de production |
| -------------- | ------------- | ---------- | --------------------- | ------------------- |
| 33.20 M        | 33.40 M       | 9          | Major 1               | 1999-2006           |
| 43.20 M        | 43.40 M       | 9          | Major 1               | 1999-2006           |
| 53.20 M        | 53.40 M       | 9          | Major 1               | 1999-2006           |
| 63.20 M        | 63.40 M       | 9          | Major 1               | 1999-2006           |
| 73.20 M        | 73.40 M       | 9          | Major 1               | 1999-2006           |
| 80             | 80 Cabrio     | Tier III A | Major 2 (4C 16V 4.2l) | 2013-2015           |
| 60 CL          |               | Tier III B | Major 2 (4C TCD 2.9l) | 2015-2018           |
| 80 CL          | 80 HS         | Tier III B | Major 2 (4C TCD 2.9l) | 2015-2018           |

### Proxima
| Modèle de base | Modèle dérivé       | Evolution  | Série         | Année de production |
| -------------- | ------------------- | ---------- | ------------- | ------------------- |
| 64.21          | 64.41               | Tier II    |               | 2004-2007           |
| 74.21          | 74.41               | Tier II    |               | 2004-2007           |
| 84.21          | 84.41               | Tier II    |               | 2004-2007           |
| 85.41          |                     | Tier II    | Plus          | 2007-2007           |
| 95.41          |                     | Tier II    | Plus          | 2007-2007           |
| 105.41         |                     | Tier II    | Plus          | 2007-2007           |
| 64.21          | 64.41               | Tier III   |               | 2008-2009           |
| 74.21          | 74.41               | Tier III   |               | 2008-2009           |
| 84.21          | 84.41               | Tier III   |               | 2008-2009           |
| 85.41          |                     | Tier III   | Plus          | 2008-2009           |
| 95.41          |                     | Tier III   | Plus          | 2008-2009           |
| 105.41         |                     | Tier III   | Plus          | 2008-2009           |
| 70.20          | 70.40               |            | Sliver series | 2008-2011           |
| 80.20          | 80.40               |            | Sliver series | 2008-2011           |
| 90.20          | 90.40               |            | Sliver series | 2008-2011           |
| 90.50          | 90.50 Power plus    |            | Sliver series | 2008-2011           |
| 100.50         | 100.50 Power Plus   |            | Sliver series | 2008-2011           |
| 110.50         | 110.50 Power Plus   |            | Sliver series | 2008-2011           |
| 120.50         | 120.50 Power Plus   |            | Sliver series | 2008-2011           |
| 65             |                     | Tier III   |               | 2009-2010           |
| 75             |                     | Tier III   |               | 2009-2010           |
| 85             |                     | Tier III   |               | 2009-2010           |
| 95             |                     | Tier III   |               | 2009-2010           |
| 85             |                     | Tier III   | Power         | 2009-2010           |
| 95             |                     | Tier III   | Power         | 2009-2010           |
| 105            |                     | Tier III   | Power         | 2009-2010           |
| 115            |                     | Tier III   | Power         | 2009-2010           |
| 90             |                     |            | Power         | 2011-2016           |
| 100            |                     |            | Power         | 2011-2016           |
| 110            |                     |            | Power         | 2011-2016           |
| 120            |                     |            | Power         | 2011-2016           |
| 70             |                     | Tier III A |               | 2016-2018           |
| 80             |                     | Tier III A |               | 2016-2018           |
| 90             | 90 Plus, 90 Power   | Tier III A |               | 2016-2018           |
| 100            | 100 Plus, 100 Power | Tier III A |               | 2016-2018           |
| 110            | 100 Plus, 100 Power | Tier III A |               | 2016-2018           |
| 120            | 120 Plus, 100 Power | Tier III A | [ 19 ]        | 2016-2018           |

### Forterra
| Modèle de base | Modèle dérivé   | Evolution  | Série                                                       | Année de production |
| -------------- | --------------- | ---------- | ----------------------------------------------------------- | ------------------- |
| 86.21          | 86.41           | Tier I     | Forterra 1                                                  | 1998-2001           |
| 96.21          | 96.41           | Tier I     | Forterra 1 (Capot en métal)                                 | 1998-2001           |
| 106.41         |                 | Tier I     | Forterra 1 (Capot en métal)                                 | 1998-2001           |
| 116.41         |                 | Tier I     | Forterra 1 (Capot en plastique et moteur 6 cylindres SLH)   | 1998-2001           |
| 86.41          |                 | Tier II    | Forterra 2 (Capot en plastique)                             | 2001-2006           |
| 96.41          |                 | Tier II    | Forterra 2 (Capot en plastique)                             | 2001-2006           |
| 106.41         |                 | Tier II    | Forterra 2 (Capot en plastique)                             | 2001-2006           |
| 114.41         |                 | Tier II    | Forterra 2 (Capot en platique)                              | 2001-2006           |
| 117.41         |                 | Tier II    | Forterra 2 (Capot en plastique et moteur 6 cylindres SLH)   | 2001-2006           |
| 117.41_4C      |                 | Tier III   | Forterra 2 (Capot en plastique et moteur 4 cylindres Zetor) | 2001-2006           |
| 86.41          |                 | Tier III   | Forterra 3                                                  | 2006-2007           |
| 96.41          |                 | Tier III   | Forterra 3                                                  | 2007-2008           |
| 106.41         |                 | Tier III   | Forterra 3                                                  | 2007-2009           |
| 114.41         |                 | Tier III   | Forterra 3                                                  | 2007-2009           |
| 124.41         |                 | Tier III   | Forterra 3                                                  | 2007-2009           |
| 95             |                 | Tier III   | Forterra 4                                                  | 2010-2012           |
| 105            |                 | Tier III   | Forterra 4                                                  | 2010-2012           |
| 115            |                 | Tier III   | Forterra 4                                                  | 2010-2012           |
| 125            |                 | Tier III   | Forterra 4                                                  | 2010-2012           |
| 135            |                 | Tier III   | Forterra 4                                                  | 2011-2012           |
| 100 CL         | 100 HSX         | Tier III A | Forterra 5 (Moteur 16V)                                     | 2012-2016           |
| 110 CL         | 110 HSX         | Tier III A | Forterra 5 (Moteur 16V)                                     | 2012-2016           |
| 120 CL         | 120 HSX         | Tier III A | Forterra 5 (Moteur 16V)                                     | 2012-2016           |
| 130 CL         | 130 HSX, 130 HD | Tier III A | Forterra 5 (Moteur 16V)                                     | 2012-2016           |
| 140 CL         | 140 HSX, 140 HD | Tier III A | Forterra 5 (Moteur 16V)                                     | 2012-2016           |
| 150 CL         | 150 HD          | Tier III A | Forterra 5 (Moteur 16V)                                     | 2014-2016           |
| 100 CL         | 100 HSX         | Stage IV   | Forterra 6 Eco 40                                           | 2016-2018           |
| 110 CL         | 110 HSX         | Stage IV   | Forterra 6 Eco 40                                           | 2016-2018           |
| 120 CL         | 120 HSX         | Stage IV   | Forterra 6 Eco 40                                           | 2016-2018           |
| 130 CL         | 130 HSX, 130 HD | Stage IV   | Forterra 6 Eco 40                                           | 2016-2018           |
| 140 CL         | 140 HSX, 140 HD | Stage IV   | Forterra 6 Eco 40                                           | 2016-2018           |
| 150 CL         | 150 HD          | Stage IV   | Forterra 6 Eco 40                                           | 2016-2018           |

## Innovations

### Le moteur maison, ses nouveaux systèmes: injection de carburant et post traitement
Le moteur maison quatre cylindres Zetor est une des grandes fiertés de la marque Zetor.
Ce bloc moteur qui équipe notamment les Forterra 6 a fait son apparition en 1991 sur la gamme UR III. Il a été conçu et il est toujours fabriqué dans les ateliers de Zetor. Il reprend les caractéristiques initiales des moteurs équipant les premiers modèles Zetor 25. Tout comme les modèles Super des années 1950, le bloc est composé de quatre cylindres avec un alésage de 105 mm et une course du piston de 120 mm, donnant une cylindrée de 4156 cm3. Accompagné d'un turbocompresseur intercooler, il développe une puissance comprise entre 96 et 147 chevaux. Le bloc était constitué de quatre culasses séparées afin de facilités l'entretien mais le concept fut abandonné en 2004.
En 2023, le bloc moteur Zetor Z1717, le plus puissant est constitué :  
- d'une bougie d'allumage pour chaque cylindre, ce qui garantit un démarrage fiable même à basses températures ;

- d'un système de refroidissement de la tête des pistons par huile sous pression, pour une plus grande efficacité de la combustion et longévité du moteur ;

- deux arbres d'équilibrage, garantissant une réduction des vibrations et un fonctionnement plus souple ;

- d'un système d'injection de carburant comprenant une pompe mécanique en ligne à multi-pistons accompagnée d'une nouvelle unité de commande à régulation électronique, de quatre injecteurs VerMI de dernière génération développés avec son partenaire historique Motorpal. Le système garanti une faible consommation en carburant, une meilleure fiabilité, une longévité accrue ainsi que des frais d'entretien les plus bas du marché.

Le moteur ne dispose d'aucun système de gestion de surpuissance de type Power Boost. Les moteurs disposent de leur puissance totale quelle que soit la vitesse du tracteur et quels que soit l'enclenchement des prises de forces et des systèmes hydrauliques .
Le moteur a été développé et amélioré à plusieurs reprises depuis sa création.
En 2009, Zetor a présenté au salon Agritechnica à Hanovre, ce nouveau bloc moteur doté d'une nouvelle technologie intégrant 4 soupapes par cylindres.
En 2014, dans le laboratoire d'essais d'État TÜV à Roztoki près de Prague, des essais ont été réalisés sur le moteur à quatre cylindres Zetor Z1717. Le moteur doté de seize soupapes est équipé du système d'injection de carburant VerMI, développé par le partenaire historique Motorpal. Il est composé d'injecteurs conventionnels de la série MI, d'une pompe à injection mécanique en ligne multi-pistons et d'un boitier de régulation électronique. Après avoir terminé avec succès toute une série de tests conformes aux directives de l'UE, le moteur a été approuvé pour la phase d'émission d'échappement Stage IV.
C'est le seul moteur au monde, dans la catégorie diesel non routier, à respecter les normes anti-pollution Stage IV, avec un système utilisant une pompe injection mécanique conventionnelle à multi-pistons, un filtre post-traitement des gaz d'échappement DPF, un catalyseur DOC et un convertisseur catalytique SCR (urée). Le moteur a reçu une des meilleures évaluations au cours des essais très exigeants de l'association agricole allemande (DLG). Parmi les tracteurs de sa catégorie, il fait partie de ceux dont la consommation en carburant est la plus faible sur le marché.
En 2021, le moteur maison à quatre cylindres de 4 156 cm3 apparait ; équipé du nouveau système d'injection VerMi de dernière génération avec une nouvelle unité de commande électronique, entièrement développé par la société Motorpal, il est homologué pour sa conformité aux dernières limites d'émission Stage V les plus strictes pour les applications non routières. Ce système d'injection est reconnu pour sa fiabilité et ses coûts d'entretien relativement faibles par rapport à un système d'injection haute pression à rampe commune.

### Nouveau design: Zetor par Pininfarina
En 2015, lors du salon Agritechnica à Hanovre, Zetor a présenté le concept de design Zetor de Pininfarina. Le concept doit être appliqué progressivement à toutes les gammes et tous les produits de la marque Zetor. Le nouveau design est caractérisé par des formes distinctes qui donnent au tracteur un look dynamique et fort, mettent l'accent sur les émotions et expriment de l'énergie. Le tracteur comporte également des innovations fonctionnelles. La vue de l'opérateur de la cabine vers la zone environnante est améliorée et le nouvel emplacement des feux éclaire une plus grande zone de travail devant le tracteur.

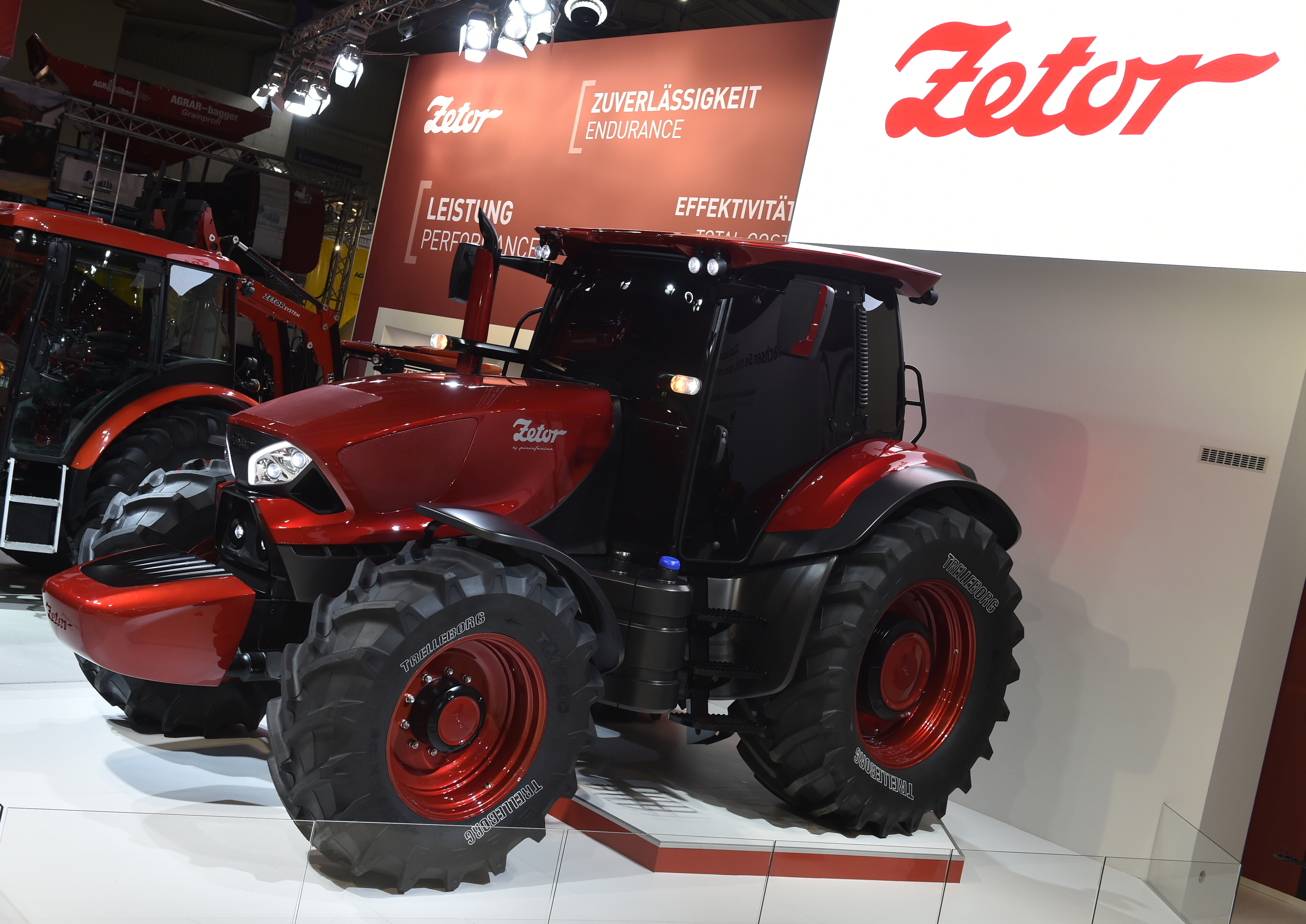
ZETOR by Pininfarina

### Utilix et Hortus
Les nouvelles gammes Utilix et Hortus seront introduites au premier trimestre de 2018. Les nouveaux tracteurs sont petits, légers et universels qui peuvent être largement utilisés dans le jardinage, l'aménagement paysager léger et les travaux municipaux, ou travailler avec des chargeurs. Ces tracteurs seront également populaires auprès des agriculteurs amateurs. La nouvelle gamme Utilix est composée des modèles Utilix HT 45 et Utilix HT 55 ; la gamme Hortus comprend le Hortus CL 65 et le Hortus HS 65. Ces tracteurs sont fiables, puissants et faciles à entretenir. Ils sont équipés de moteurs quatre cylindres de 2.9l TCD fournis par Deutz d'une puissance de 43, 49 et 67 ch.

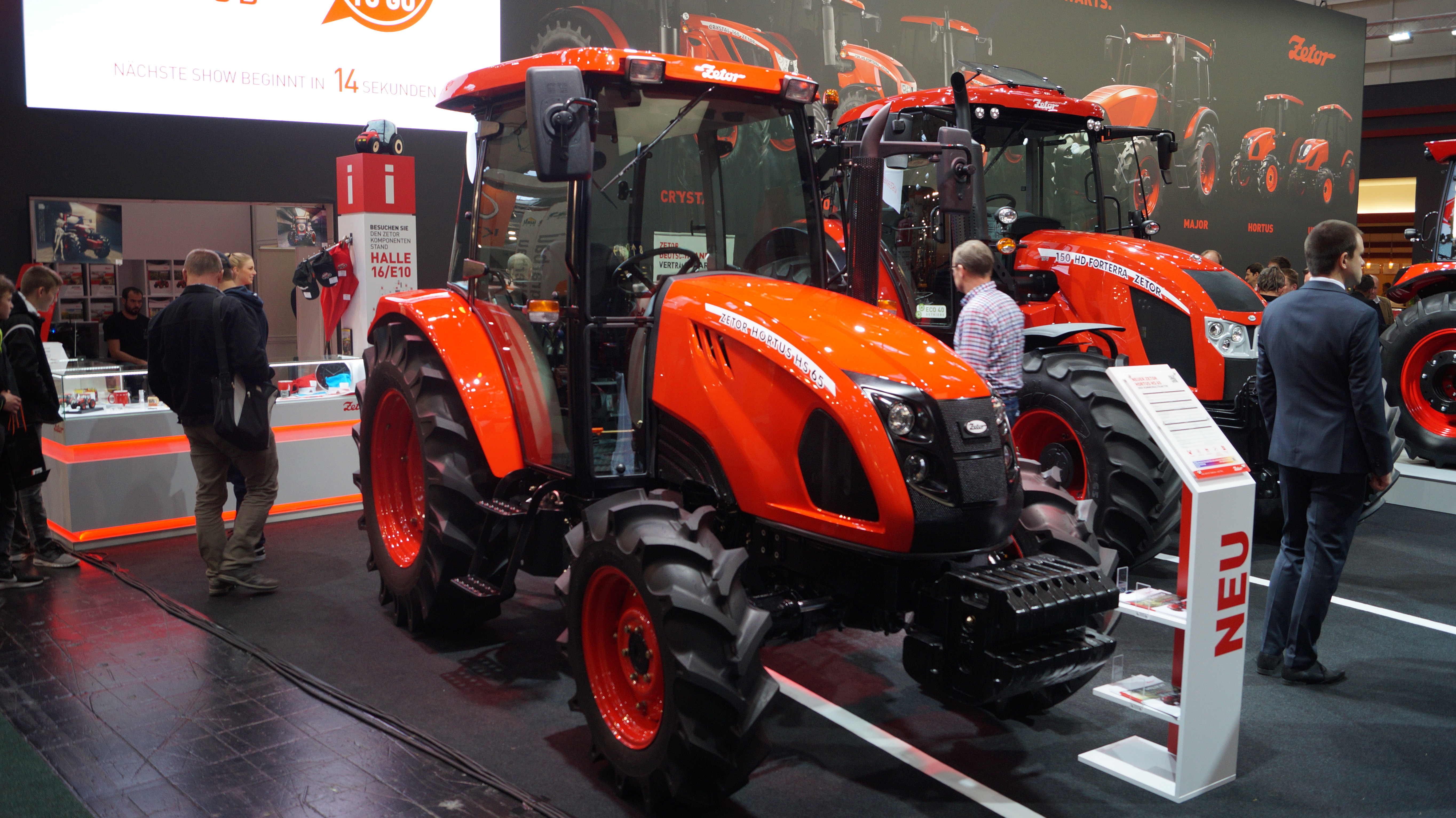
Zetor Hortus HS de 2017

### Signé Zetor
À la fin des années 1950, Zetor a été le premier à introduire un concept progressif et unique d'utilisation de pièces unifiées pour produire des tracteurs dans le monde entier. L'assemblage industrielle en série unifiée a commencé en 1960 avec les modèles 2011, 3011 et 4011 de la série 0 qui constituait la première Gamme Unifiée UR I. Un procédé qui facilitait la production en série et qui garantissait une meilleure maîtrise des coûts. 
Dès 1946, de nombreuses caractéristiques innovantes ont également été présentées, par exemple un compresseur d'air entraîné par le moteur (idéal pour gonfler les pneus ou souffler le radiateur), associée à une conduite d'air pour les freins de remorque ainsi qu'une petite réserve d'eau chaude installée en sortie du collecteur d'échappement du moteur (parfait pour se rincer les mains). 

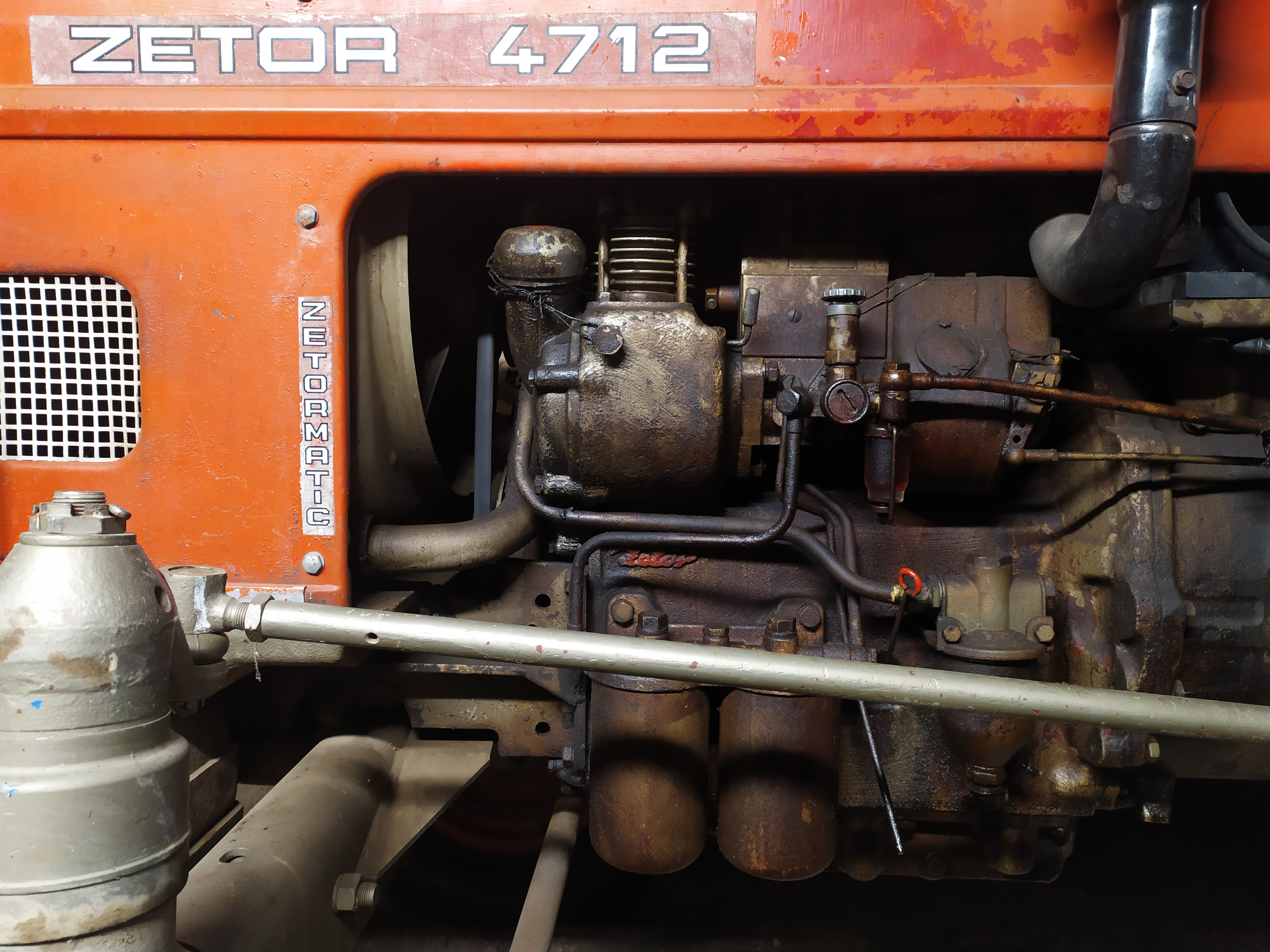
Aperçu du compresseur d'air entraîné par le bloc moteur à l'avant du moteur d'un Zetor 4712

Dès 1948, Zetor a été un des premiers constructeurs à utiliser sur le modèle Zetor 30 un moteur avec la technologie de l'injection directe de carburant diesel combiné au principe de creusement de la tête des pistons pour un meilleur rendement. 
En 1954, Zetor présentait le modèle 35 Super avec un moteur 4 cylindres de 4156 cm³. Il était équipé d'un système de lubrification du moteur composé d'un réservoir d'huile supplémentaire installé sur le côté associé à une pompe à double engrenages ce qui permettait à l'huile de circuler sous pression afin de garantir un meilleur refroidissement du moteur. Il était doté également d'un essieu central à amortisseur par lames, d'un siège à ressorts et d'un tachymètre au tableau de bord. Et contrairement à ses concurrents, le changement de vitesses s'effectuait via un levier situé sur le tableau de bord, à droite du volant.
On retrouvait également le système de relevage hydraulique Zetor, appelé « Zetormatic », avec contrôle d'effort et de profondeur. Un système qui utilisait un vérin hydraulique pour transférer la majeure partie du poids des outils remorqués, tels que les charrues, sur l'essieu arrière du tracteur à l'attelage. Cela donnait un meilleur contrôle de la profondeur de la charrue, en particulier dans les terrains accidentés, et réduisait considérablement la consommation de carburant. Pour faire face à des tailles d'outils plus grandes et plus larges dans les années 1960, le système a été mis à jour en « Zetormatic II », un système encore utilisé aujourd'hui.
En 1960, le Zetor Super 50 disposait d'un essieu avant suspendu avec l'intégration de 2 suspensions d'amortissement, une sur chaque roue ainsi que des masses d'alourdissement à l'intérieur des roues et une cabine de sécurité avec arceaux ce qui était plutôt rare à l'époque.  
Au milieu des années 1960, avec le modèle 3045, Zetor fut un des premiers constructeurs européens à proposer un tracteur en version intégrale quatre roues motrices avec essieu avant moteur à attaque centrale. 
En 1968, Zetor a présenté un nouveau tracteur de 80 chevaux, le 8011. De par sa conception plus robuste, ce modèle allait donner naissance à une gamme lourde nommée Crystal. Ce modèle d'un nouveau genre était en avance sur son temps grâce à de nombreuses caractéristiques. Le tracteur était constitué d'un châssis compact constitué de deux longerons relié à la transmission et au pont arrière sur lequel reposait le pont avant suspendu ainsi que le moteur, le radiateur ainsi que l'embrayage. Un des concepts les plus innovants était la cabine, la première cabine de sécurité au monde installée de série sur un tracteur avec plancher plat et système anti retournement, montée sur des isolateurs de vibration de type silentblocs. Cette cabine spacieuse était insonorisée et a contribué à réduire le bruit perçu à l'intérieur avec un seuil inférieur à 85 dB. Elle disposait d'un siège monté sur suspensions pneumatiques, d'une ventilation et d'un chauffage. Cette cabine, comme bien d'autres innovations fût protégée par des brevets. La transmission du Crystal était constituée de 4 rapports avec un amplificateur de couple à 4 degrés permettant de passer les vitesses sous charge, une des premières. 

### Zetor Maxterra
Au salon Agritechnica 2009 à Hanovre, en Allemagne, Zetor avait présenté un prototype de tracteur à six cylindres de 130 à 170 ch. C'était un prototype qui n'a pas été mis sur le marché en raison des événements économiques (la crise économique mondiale a éclaté en 2009). Cette année-là, le constructeur ne prévoyait de ne construire que 3 700 tracteurs, contre 6 500 un an plus tôt. Le tracteur disposait d'un nouveau moteur 6 cylindres Zetor de 6234 cm³  "Tier III" basé sur le moteur Zetor 4 cylindres et dont certains composants ressemblaient étrangement au moteur Martin Diesel du motoriste voisin slovaque (et ancienne filiale) DS Martin. Le moteur était associé à une transmission assemblée par la société ZF. Plusieurs moteurs FPT auraient même été installé sur certains prototypes.
Cependant, le développement de l'entreprise s'est poursuivi et la société a introduit le nouveau modèle quelques années plus tard (en 2015) sous la dénomination Crystal.

### Zetor Innotrac
Au salon TechAgro 1995 à Brno et au salon Agritechnica 1996 à Hanovre, un véhicule concept futuriste a été présenté au public. Basé sur le châssis du tracteur Zetor 9540 de la série unifiée UR III, il est décrit comme un concept de tracteur futuriste inédit avec une grande cabine vitrée et des formes arrondies. Le design aurait été imaginé par le sculpteur universitaire tchèque Zdenek Zdaril, chef du studio de conception de produits à la faculté des beaux-arts de l'université de technologie de Brno avec pour co-auteur Josef Gregor de la société Innotech Internationnal s.r.o. La partie technique aurait été confiée à Mr Ohnoutka, un ancien technicien de Zetor Tractors a.s. Le tracteur se compose d'une cabine en verre à deux places sur un cadre multifonctionnel breveté situé au-dessus du moteur et devant les roues arrière, offrant une excellente visibilité panoramique.
Beaucoup de constructeurs de tracteurs agricoles semblent avoir été inspirés par ce concept, depuis sa présentation, on retrouve tous les tracteurs non pas avec des formes angulaires mais arrondies, des ailes jusqu'au carénage de capot avant.

## Zetor le motoriste

### Au commencement
Zetor a commencé très tôt a concevoir et a fabriquer ses propres moteurs thermiques. Avec le savoir-faire de l'ingénierie tchécoslovaque, il était devenu évident de fabriquer en interne "le coeur" du tracteur. Autour de la transmission, les essieux ainsi que les systèmes hydrauliques, les éléments principaux qui constituent le tracteur et qui font ses caractéristiques et sa réputation. Il faut signaler que la Tchécoslovaquie était un pays dont l'ingénierie était une longue tradition notamment dans l'automobile et dont le savoir-faire lui avait permis de concevoir rapidement des produits d'une qualité supérieure sans rien avoir a envier à la concurrence. À l'époque, il était d'une importance majeure de maîtriser en interne le savoir et la conception d'éléments aussi important afin de garantir une réelle autonomie et une maîtrise des coûts de production.
Lors de la conception du tout premier tracteur Zetor (Zetor 25), un délai de seulement 6 mois aurait été accordé à l'ingénieur Monsieur František MUSIL alors directeur du projet. Avec un délai de développement aussi restreint, le temps devait être optimisé en recherche et développement, c'est ainsi qu'il décida d'utiliser le principe connu de l'injection indirecte de carburant diesel pour l'admission du moteur. Par la suite, il décida notamment de remplacer la pompe à injection de carburant "Bosch" par une nouvelle pompe qu'il développa lui-même. Il se passa la même chose avec les injecteurs. Il lança un projet auprès des responsables et spécialistes de la division électricité pour développé un démarreur et une dynamo. Après avoir réalisé tout un ensemble de test sur les véhicules, la conception des produits fut validée et l'usine Zbrojovka Brno passa à la production en série en prenant soin de confier la fabrication de certaines pièces de sous-ensemble à des entreprises nationales du PAL (Groupement d'Entreprises Industrielles d'Accessoires Automobiles et d'Aviation). Ainsi, les pompes à injection de carburant furent assemblées par PAL Jihlava (devenu aujourd'hui Motorpal), les démarreurs et dynamos, par PAL Magneton.
En 1948, les ingénieurs utiliseront le principe de l'injection directe de carburant diesel sur le moteur du modèle Zetor 30 associé au principe de creusement de la tête du piston afin d'améliorer le rendement et réduire la consommation.
En 1954 est présenté le premier moteur 4 cylindres sur le Z Super 35 de 4156 cm³. Il disposait du même alésage et la même course de piston que le modèle Z 25. Une innovation intéressante était le nouveau système de lubrification qui comportait un réservoir d'huile supplémentaire installé sur le côté droit du moteur. Il était combiné à une pompe à huile à double engrenage qui acheminait l'huile du carter jusqu'au système de filtration puis vers le réservoir latéral susmentionné. Le deuxième étage de la pompe servait à aspirer l'huile et l'envoyer sous pression vers le système de lubrification ce qui permettait, avec une plus grande quantité d'huile en circulation, d'offrir un meilleur refroidissement ainsi qu'un système de nettoyage plus approfondi de l'huile.
Par la suite, la division moteur sera crée au sein de différentes filiales sous les dénominations de Zetor Motorarna, Zavod Motory Zetor, Fabryka 03, Zetor Divize Motory, Brno Diesel, Zetor Engine et peut être d'autres.

### La production en série
En 1960, les tracteurs de la série 0 de la première Gamme Unifiée I se voient équipés de blocs moteurs 2, 3 et 4 cylindres avec des caractéristiques identiques, à savoir chaque piston possèdent un alésage de 95 mm et une course de 110 mm. Ainsi le bloc bi-cylindres affichait une capacité de 1560 cm³, le 3 cylindres 2340 cm³ et le 4 cylindres 3120 cm³.
En 1966, Zetor lance le premier modèle de la série 5 le 5511 avec une nouvelle génération de moteur. Le moteur diesel "Z5501" de 4 cylindres à injection directe de carburant avec un cycle de 4 temps possédait des caractéristiques identiques à la génération précédente mais il avait été amélioré grâce à sa chambre de combustion à double turbulences (système Saurer). Sa puissance avait été augmentée à 54 chevaux à 2200 tours par minute avec un couple plus élevé.
En 1968, le modèle de tracteur lourd Zetor Crystal UR II est présenté avec un nouveau moteur "Z8001" 4 cylindres en ligne plus puissant basé sur les caractéristiques du modèle Zetor Super 50. Il disposait d'un alésage du piston de 110 mm et une course de 120 mm pour une cylindrée de 4562 cm³ mais avec un système d'injection plus sophistiqué. Le moteur Zetor était le seul bloc qui possédait une petite réserve d'eau de 2 litres installée en sortie du collecteur d'échappement, qui une fois réchauffée pouvait être utilisée en guise de lave-mains.
En 1975, voit la sortie du premier moteur "Z8601" 6 cylindres vertical en ligne avec des caractéristiques identiques au bloc 4 cylindres. Il disposait d'un alésage commun de 110 mm et une course de 120 mm donnant ainsi une capacité de 6842 cm³, ce qui eut pour conséquence l'élévation de la puissance jusqu'à 120 chevaux.
En 1977, le moteur 6 cylindres voit certains de ses composants renforcés. Il se retrouve associé à un dispositif de suralimentation de l'admission du flux d'air de type turbocompresseur ce qui éleva ainsi sa puissance à 160 chevaux sous la référence "Z8601T".
En 1972, la puissance des moteurs de la série 7 a été augmentée et la consommation réduite. Le moteur 3 cylindres "Z4701" du modèle 4712 et le 4 cylindres "Z6701" du 6711 voient leur alésage du piston augmenté de 5 mm, ce qui donna des blocs de 2592 cm³ et de 3456 cm³.

### Liste des moteurs
| MOTEUR                                                       | ZETOR Zbrojovka | ZETOR Zbrojovka | ZETOR Zbrojovka | ZETOR Zbrojovka | ZETOR Zbrojovka |
| ------------------------------------------------------------ | --------------- | --------------- | --------------- | --------------- | --------------- |
| Type de moteur                                               | Z15             | Z25             | Z25A            | Z35S            | Z50S            |
| Nombre de cylindres                                          | 1               | 2               | 2               | 4               | 4               |
| Type d'admission carburant /air (Ind-Directe/ Naturel-Turbo) | I/N             | I/N             | I/N             | D/N             | D/N             |
| Alésage (mm)                                                 | 105             | 105             | 105             | 95              | 95              |
| Course (mm)                                                  | 120             | 120             | 120             | 120             | 120             |
| Cylindréé (cm³)                                              | 1600            | 2081            | 2081            | 4156            | 4156            |
| Vitesse nominale (tr/min)                                    | 1800            | 1800            | 1800            | 1500            | 1650            |
| Puissance maximale (CV DIN)                                  | 15              | 26              | 27              | 42              | 50              |
| Couple (Nm) au régime (tr/min)                               |                 |                 |                 | 240 1000        |                 |
| Année de production                                          | 1946            | 1946            | 1960            | 1954            | 1960            |

#### Gamme Unifiée UR I
| MOTEUR                         | Série 0 | Série 0  | Série 0 | Série 5 | Série 5  | Série 5  | Série 5  | Série 7  | Série 7  | Série 7  | Série 7 | Série 9  | Série 9  | Série 9  |
| Type de moteur                 | Z2001   | Z3001    | Z4001   | Z2001.1 | Z3001.1  | Z4001.1  | Z5101    | Z4701    | Z4701.1  | Z5701    | 6701    | Z4901    | Z5901    | Z6901    |
| ------------------------------ | ------- | -------- | ------- | ------- | -------- | -------- | -------- | -------- | -------- | -------- | ------- | -------- | -------- | -------- |
| Nombre de cylindres            | 2       | 3        | 4       | 2       | 3        | 4        | 4        | 3        | 3        | 4        | 4       | 3        | 4        | 4        |
| Type d'admission               | D/N     | D/N      | D/N     | D/N     | D/N      | D/N      | D/N      | D/N      | D/N      | D/N      | D/N     | D/N      | D/N      | D/N      |
| Alésage (mm)                   | 95      | 95       | 95      | 95      | 95       | 95       | 95       | 100      | 100      | 95       | 100     | 102      | 100      | 102      |
| Course (mm)                    | 110     | 110      | 110     | 110     | 110      | 110      | 110      | 110      | 110      | 110      | 110     | 110      | 110      | 110      |
| Cylindrée (cm³)                | 1560    | 2340     | 3120    | 1560    | 2340     | 3120     | 3120     | 2592     | 2592     | 3120     | 3456    | 2696     | 3456     | 3595     |
| Vitesse nominale (tr/min)      | 2000    | 2000     | 2000    | 2000    | 2000     | 2000     | 2200     | 2000     | 2000     | 2200     | 2200    | 2200     | 2200     | 2200     |
| Puissance nominale (CV DIN)    | 22      | 35       | 45      | 25      | 35       | 48       | 55       | 35       | 45       | 57       | 65      | 45       | 58       | 65       |
| Couple (Nm) au régime (tr/min) | 85 1400 | 128 1400 | -       | 88 1300 | 133 1300 | 188 1450 | 192 1500 | 144 1500 | 191 1500 | 201 1500 | -       | 142 1450 | 180 1650 | 205 1500 |
| Année de production            | 1963-67 | 1962-67  | 1962-67 | 1967-72 | 1967-72  | 1967-72  | 1966-72  | 1972-77  | 1972-77  | 1972-77  | 1972-77 | 1977-80  | 1977-80  | 1977-80  |

| MOTEUR                         | Série 10 | Série 10 | Série 10 | Série 12 | Série 12 | Série 12 | Série 12 | Série 12 | Modèles 1992 | Modèles 1992 | Modèles 1992 | Modèles 1992 | Modèles 1992 | 1997 Super | 1997 Super | 1997 Super | 1997 Super | Major    | Major    | Major    | Major    | Major    | Major    |
| Type de moteur                 | Z5001    | Z6001    | Z7001    | Z5201    | Z6201    | Z7201    | Z7701    | Z7701.1  | Z5201.1      | Z5201.1      | Z6201.1      | Z7701.2      | Z7703        | Z5202      | Z6202      | Z7702      | Z7302      | Z5203    | Z6203    | Z7203    | Z7703    | Z7303    | Z1105    |
| ------------------------------ | -------- | -------- | -------- | -------- | -------- | -------- | -------- | -------- | ------------ | ------------ | ------------ | ------------ | ------------ | ---------- | ---------- | ---------- | ---------- | -------- | -------- | -------- | -------- | -------- | -------- |
| Nombre de cylindres            | 3        | 4        | 4        | 3        | 4        | 4        | 4        | 4        | 3            | 3            | 4            | 4            | 4            | 3          | 4          | 4          | 4          | 3        | 4        | 4        | 4        | 4        | 4        |
| Type d'admission (N/T)         | N        | N        | N        | N        | N        | N        | N        | T        | N            | N            | N            | N            | T            | N          | N          | N          | T          | N        | N        | N        | N        | T        | TI       |
| Alésage (mm)                   | 102      | 100      | 102      | 102      | 100      | 102      | 102      | 102      | 102          | 102          | 100          | 102          | 102          | 102        | 102        | 102        | 102        | 102      | 102      | 102      | 102      | 102      | 105      |
| Course (mm)                    | 110      | 110      | 110      | 110      | 110      | 110      | 120      | 120      | 110          | 110          | 110          | 120          | 120          | 110        | 120        | 120        | 120        | 110      | 120      | 120      | 120      | 120      | 120      |
| Cylindrée (cm³)                | 2696     | 3456     | 3595     | 2696     | 3456     | 3595     | 3922     | 3922     | 2696         | 2696         | 3456         | 3922         | 3922         | 2696       | 3922       | 3922       | 3922       | 2696     | 3922     | 3922     | 3922     | 3922     | 4156     |
| Vitesse nominale (tr/min)      | 2200     | 2200     | 2200     | 2200     | 2200     | 2200     | 2200     | 2200     | 2200         | 2200         | 2200         | 2200         | 2200         | 1500       | 1500       | 1500       | 1500       | 2200     | 2200     | 2200     | 2200     | 2200     | 2200     |
| Puissance nominale (CV/DIN)    | 45       | 58       | 65       | 47       | 59       | 66       | 73       | 84       | 35           | 51           | 61           | 73           | 84           | 45         | 60         | 40         | 80         | 45       | 60       | 65       | 70       | 84       | 77       |
| Couple (Nm) au régime (tr/min) | 147 1600 | 179 1600 | 200 1600 | 146 1600 | 189 1400 | 212 1600 | 247 1600 | 295 1420 | 152 1500     | 158 1500     | 200 1590     | 247 1600     | 281 1420     | 154 1500   | 200 1500   | 247 150    | 281 1500   | 154 1500 | 200 1500 | 212 1500 | 247 1500 | 281 1500 | 308 1500 |
| Année de production            | 1980-84  | 1980-84  | 1980-84  | 1984-87  | 1984-87  | 1984-93  | 1985-93  | 1985-93  | 1993-97      | 1993-97      | 1993-97      | 1993-97      | 1995-97      | 1997-04    | 1997-04    | 1997-04    | 1997-04    | 1999-06  | 1999-06  | 1999-06  | 1999-06  | 1999-06  | 2013-15  |

## Zetor à l'international

### Zetor France sarl
Les tracteurs Zetor sont apparus pour la première fois dans les régions rurales de France dans les années 1950. Ils ont été importés par la société SEAV, une filiale du groupe Interagra spécialisée dans l'importation des tracteurs Zetor créé par Jean Baptiste Doumeng, jusqu'en 1992 date à laquelle la société a fait faillite . Cette même année, Motokov France, une filiale de PZO Motokov spécialisée dans d'exportation de tracteurs Zetor et (d'autres marques de véhicules tchèques) vers les pays occidentaux, prendra le relais jusqu'en 2004 . Depuis plus de soixante ans, plus de 70 000 tracteurs ont été exportés dans le pays. Zetor France est active sur le marché depuis 2004. La société Zetor exporte des dizaines à des centaines de tracteurs au pays chaque année. Les tracteurs sont principalement appréciés pour leur durabilité, leur conception de construction simple et leurs faibles coûts d'exploitation. L'ambition de la marque et de la société Zetor France est de renforcer leur position actuelle. C'est l'une des raisons pour lesquelles la filiale française recherche de nouveaux partenaires commerciaux et professionnalise le réseau de concessionnaires existant. Zetor a acquis de nouveaux partenaires commerciaux au cours des deux dernières années. Des changements positifs avait également été observés dans la structure de la filiale de Zetor France, avec notamment la nomination du nouveau directeur général Petr Konštacký possédant une vaste expérience dans le domaine des ventes de technologie agricole en Europe de l'Ouest. L'équipe de vente avait été élargie sous la direction de Laurent Pral avec Bruno Costa, actif dans le développement des ventes dans l'est de la France. En 2018, le siège de Zetor France situé auparavant à Duttlenheim, a été transféré à La Walck, 67350 Val de Moder, dans un cadre plus moderne, agréable et calme au nord de Strasbourg . Zuzana Liskova est gérante de Zetor France depuis 2020.

### Zetor, un succès international
Entre 1993 et 1996, Zetor a construit plus de 6.500 tracteurs pour John Deere qui ont été commercialisés sous la marque « John Deere » dans certaines parties du monde où Zetor s'était engagé durant cette période de n'exporter aucun de ses modèles. Une entente avait été conclue pour que Zetor fabrique un petit tracteur simple et fiable aux couleurs jaune et verte, destinés aux marchés d'Amérique latine et aux pays en voie de développement (péninsule Ibérique notamment). Les modèles étaient produits à Brno chez Zetor et assemblés dans l'usine de John Deere à Saltillo au Mexique. Les tracteurs étaient commercialisés sous les références John Deere 2000, 2100, 2200, 2300, 2400 et 2800 ; étaient des modèles équivalents des Zetor 33.20/ 33.40, 43.20/ 43.40, 53.20/ 53.40, 63.20/ 63.40, 73.20/ 73.40, 85.20/ 85.40, 95.20/ 95.40 et 105.40. L'accord aurait pris fin à la suite des différends concernant une tentative d'acquisition de Zetor par John Deere.
Zetor aurait commercialisé pas moins de 27.000 tracteurs aux États-Unis et en Amérique du Nord. Dans les années 1990, certains modèles ont été commercialisés sous la marque Zebra via son importateur American Jawa, après la chute du mur de Berlin les échanges sont devenus plus compliqués .
Dans les années 1960, Zetor a également crée une usine d'assemblage de tracteurs à Nsawann au Ghana. Les premiers tracteurs Zetor Super 50 ont été assemblés en octobre 1965 dans une usine installée dans des anciens entrepôts de cacao désaffectés qui ont dû être considérablement modifiés pour accueillir la chaîne de production. Les tracteurs étaient transportés dans un état partiellement démontés avant d'être assemblés à Nsawann. Sur un volume de production annuel de 400 tracteurs initialement prévu, seuls 300 ont été achevés car l'usine a été fermée après le changement de régime (coup d'état) en février 1966 lorsque le président Nkrumah a été renversé lors de son voyage à l'étranger. Par la suite, les infrastructures furent transformées en service après vente et auraient été utilisées comme atelier de réparation des tracteurs pendant de nombreuses années.
Toujours dans les années 1960, une usine de montage a été construite par l'entreprise d'État Heavy Industry Corporation en Birmanie dans la ville de Malun pour l'assemblage du modèle Zetor Super 50. L'usine aurait même été réaménagée au début des années 1980. Au total, ce seraient plus de 15 000 tracteurs qui auraient été produits et livrés dans la partie Sud-Est de l'Asie. La production de tracteurs aurait pris fin en 1985; par la suite, plusieurs modèles de tracteurs Zetor dont les modèles 7011/ 45 et 8011 /45 auraient été importés et commercialisés dans cette région.
Le projet Crystal UR II avec Ursus, UTB et ZTS et Zetor impliqua différentes sociétés internationales de tracteurs comme Long, Zebra, Crystal Taktor, Pronar et Agtor et d'autres.
En 1970, une usine d'assemblage a été construite à Iskendiriya en Irak, à environ 40 km au sud-ouest de Bagdad. Jusqu'en 1990, plus de 80.000 tracteurs y avaient été assemblés sous la marque Antar . Cette usine a été détruite pendant la guerre du Golfe .
En 1972, la production de tracteurs sous licence de tracteurs UR I a débuté en Inde sous la marque HMT. Zetor a également fourni des moteurs à Sonalika, Standard, Preet et Indofarm.
En 1997, un accord a été signé avec le constructeur brésilien Agrale pour la fourniture de composants (transmissions, ponts, systèmes hydrauliques) pour la production de tracteurs de moyennes puissances (Agrale 5000).
Entre 1968 et 1974, Zetor a fourni à Iseki plus de 4.000 tracteurs pré-assemblés équipés de roues cage et d'un système de freins à disques spécialement conçu pour supporter les conditions humides constituant le travail des rizières au Japon.
Le constructeur sud-coréen Kukje Machinery basé à Yangsu-ri a assemblé des tracteurs compacts sous la marque Zetor entre 2004 et 20006. Les modèles C29, C35, C38,C42/ C42L et C47/ C47L étaient spécialement destinés pour le marché américain et vendus par l'importateur de l'époque American Jawa.
Entre le milieu des années 1970 et le milieu des années 1980, Zetor a également fabriqué des tracteurs destinés au marché américain commercialisés sous la marque Agri Power. On retrouvait le modèle Agri Power 5000, un modèle équivalent du Zetor 5011 et 5211 de la série UR I, ces tracteurs auraient été importés par la société Menards située à Eau Claire dans le Wisconsin entre 1980 et 1987.
Une usine d'assemblage de tracteurs a été créée à Kalisz en Pologne en 1995. Les modèles Zetor 3320/ 40, 5320/ 40 et 7320/ 40 y ont été assemblés jusqu'en 1998 où la production a pris fin en raison du changement de la réglementation douanière, l'augmentation des coûts et des nombreux obstacles de transports. Initialement, le chemin de fer était utilisé pour transporter les tracteurs jusqu'à l'usine mais ils étaient souvent volés. Après la fermeture de l'usine, une nouvelle activité débuta avec une transformation des locaux pour le commerce de tracteurs et de pièces de rechange pour les agriculteurs régionaux. C'est ainsi que fut créée la société Zetor Polska Sp z.o.o.

### Composants Zetor
Zetor produit et vend également des moteurs individuels et des composants de tracteurs (transmissions, turbocompresseurs, systèmes hydrauliques). Les moteurs Zetor sont appréciés par les clients pour leurs faibles coûts d'exploitation et leur durabilité. Le portefeuille de moteurs de Zetor comprend des moteurs à quatre cylindres avec des puissances comprises entre 95 et 147 ch. Les moteurs sont vendus avec un système de post-traitement, qui capture la saleté et les polluants produits par la combustion du carburant. L'entreprise produit également des transmissions. Les moteurs et les transmissions sont disponibles soit séparément, soit dans le cadre de groupes motopropulseurs, c'est-à-dire des ensembles comprenant des essieux et d'autres composants. Les moteurs Zetor à quatre cylindres satisfont aux normes d'émission exigées, y compris le Stage V actuellement le plus strict. À ses clients, il offre des services et des pièces de rechange, qui sont fournis dans le monde entier. L'offre de Zetor comprend actuellement plus de 20 000 pièces d'origine pour tous les types de tracteurs Zetor allant de la série unifiée I, II et III aux modèles actuels. Ainsi, même les tracteurs de plus de quarante ans bénéficient d'un service complet. Zetor produit également des huiles originales de la marque Zetor.

### ZETOR SYSTEM et Chargeurs frontaux
Zetor System propose plusieurs gammes de chargeurs frontaux. Les modèles de chargeurs frontaux diffèrent par la taille et par la force de levage et sont compatibles avec tous les tracteurs Zetor actuels. Ces modèles de chargeurs sont issues de la coopération avec le fabricant suédois Alö AB, le polonais Metal-fach et le tchèque Trac-Lift (Agrostroj pelhŕimov). On retrouve le Zetor System ZC basés sur la série Alö Versa Q, le modèle Zetor System ZL basé sur la série Alo Versa X, le Zetor System ZQ basé sur la série Alö Versa C et le modèle Zetor System ZX basé sur la série Alö Trima Plus .
Dans le passé, de nombreux produits ont été commercialisés sous la marque ZETOR SYSTEM. On retrouvait des chargeurs frontaux Trac-Lift, des faucheuses, épandeurs à fumier et broyeurs d'herbe fabriqués par Agrostroj Pelhŕimov, des charrues par Sukov, des machines fourragères par Strojirny Rozmital , des remorques et flèches hydrauliques par Molcik Kipper, des round balers par l'italien Tonutti Wolagri, du matériel de voirie par Agrometall et des tracteurs compacts fabriqués par Agrostroj Prostëjov et Sukov.

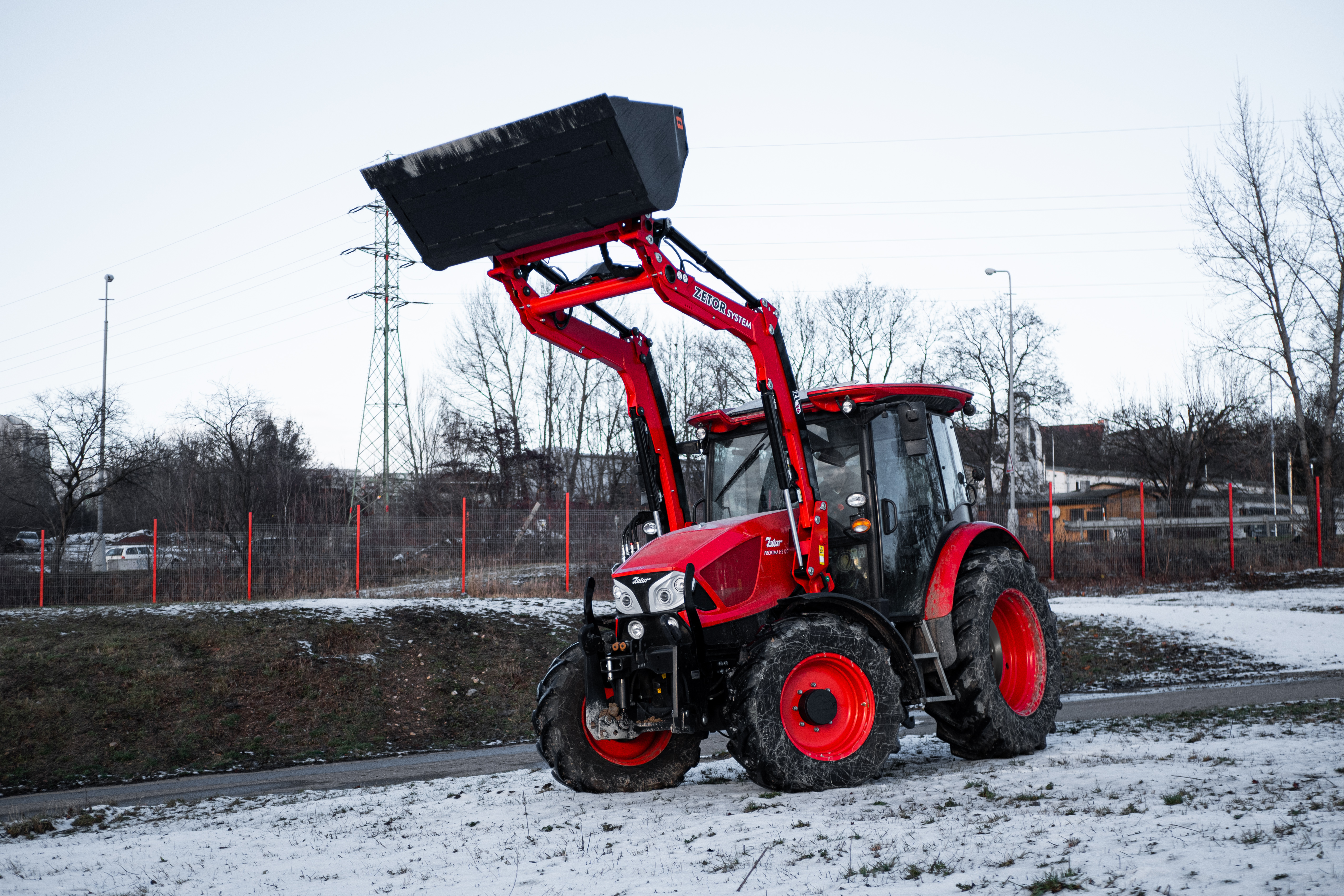
ZETOR Proxima HS 120 équipé d'un chargeur frontal ZETOR SYSTEM ZL

## Volume de production
Depuis sa création, Zetor a produit plus de 1. 3 millions de tracteurs dans ses usines.
| Année | Nombre de tracteurs |
| ----- | ------------------- |
| 1947  | 3 500               |
| 1951  | 8 500               |
| 1961  | 14 600              |
| 1971  | 20 200              |
| 1979  | 32 600              |
| 1985  | 29 200              |
| 1991  | 17 300              |
| 1992  | 7 000               |
| 1997  | 13 000              |
| 2000  | 1 099               |
| 2001  | 3 400               |
| 2002  | 4 200               |
| 2003  | 4 800               |
| 2004  | 5 400               |
| 2005  | 5 700               |
| 2006  | 6 600               |
| 2007  | 7 400               |
| 2008  | 7 200               |
| 2009  | 3 773               |
| 2010  | 3 692               |
| 2011  | 3 910               |
| 2012  | 4 933               |
| 2014  | 4 178               |
| 2015  | 3 773               |
| 2016  | 3 144               |
| 2017  | 2 765               |
| 2019  | 1 675               |
| 2020  | 1 788               |
| 2021  | 1 769               |

,

## Le déclin, la lutte pour survivre et la renaissance

### Après la révolution de Velours
Après la révolution de velours en 1989, la Tchécoslovaquie (qui deviendra république Tchèque et république Slovaque après la dissolution en 1993) se trouva confrontée à la privatisation de ses entreprises d'État. La marque se trouva confronté aux exigences de productivité et de rentabilité comme toutes les entreprises privées. Zetor fût séparée de ses filiales et tout particulièrement de sa société d'exportation de commerce internationale Motokov, et de sa société de commerce nationale Agrozet. Zetor perdit également une grande partie de ses financements et dotations de l'État. L'entreprise dut faire face à l'augmentation de ses coûts de productions, dont les tarifs des prestataires, de ses fournisseurs et de ses sous traitants.
Les marchés internationaux déclinèrent les uns après les autres, les conséquences de la guerre du Golfe amenèrent certains pays à stopper leur collaboration. L'Irak, le client principal de la marque, du stopper l'importation de tracteurs pré-assemblés pour cause d'embargo international avant que l'usine d'assemblage ne soit complètement détruite pendant la guerre. La modernisation des petites exploitations agricoles et la demande en mécanisation fut moins importante qu'elles le furent durant les deux dernières décennies. Zetor avait déjà subit des restrictions budgétaire depuis le début des années 1980 avec le retardement du lancement de la gamme UR III, le transfert de la production complète de la gamme Crystal UR II chez son voisin ZTS Martin aurait laissé d'importantes cicatrices. Le milieu des années 1990 fut le début d'une nouvel ère, un marché qui deviendra plus concurrentiel, une période d'acquisition des petits constructeurs par les grands groupes issues de fusion de multiples constructeurs. La division de la Tchécoslovaquie en deux pays distincts entraina la fin de la collaboration entre Zetor et ZTS. Cet évènement eut pour conséquence que Zetor se trouva dépourvu de moteur six cylindres mais aussi dépourvu de modèle de tracteur de moyenne puissance supérieure dans son catalogue; alors que la taille des exploitations agricoles devenait de plus en plus importantes. Il eut également la guerres des Balkans chez les pays voisins qui pesa également sur le volume des ventes.
Un plan de restructuration fut mis en place et les effectifs de l'usine de Brno furent réduits pour passer de 10.000 personnes à 5.500 personnes et les méthodes de production furent rationalisées avec des efforts considérables pour maintenir un flux de production stable d'environ 15.000 tracteurs par an. La fin de l'ère Socialiste à permis à Zetor de renouer des liens et de débuter une collaboration avec le constructeur John Deere, si bien qu'en 1993 un contrat avait été signé pour la fourniture de 6.000 tracteurs par an, ce qui aurait pu sauvé Zetor à un moment où ses ventes s'était écroulées de plus de 50% par rapport aux prévisions mais l'accord commercial cessa à la suite des différends d'acquisition de Zetor par John Deere. Le sauvetage aurait du être assuré par l'entreprise publique Konslidační Banka Praha,qui a racheté l'entreprise déficitaire en 1994. Par la suite, près de la moitié des actions ont été acquises par Motokov International, qui a été transféré à une filiale Konsolidačná Banka RA Traktor dans le cadre du programme de revitalisation du gouvernement .
L'année 2000 fut l'année la plus sombre pour Zetor lorsque la société connue de très grandes difficultés financières si bien que la production fut quasiment à l'arrêt par le fait du manque de liquidité et les salariés de Zetor ont été priés de rester chez eux par la force des choses. Cette année là, ce sont à peine 1.100 tracteurs qui furent vendus. Au cours des années suivantes, les volumes de ventes ont continués a rester très bas ce qui eut pour conséquences que l'entreprise a été contrainte à se restructurer. L'effectif passa de 2.500 à 1.200 salariés ,,.

### Le sauvetage grâce à un repreneur
Pour la société Zetor, le tournant du millénaire a été une période charnière, la marque tchèque aurait bien pu disparaitre.
En 2002, une société d'investissement Slovaque HTC Holding, filiale de BC FIN, se porte acquéreur des parts du gouvernement Tchèque dans Zetor. Un plan de restructuration a été mis en place avec pour conséquence le licenciement de près de 25% du personnel, le nombre de salariés passant ainsi de 1.278 à 720. L'ensemble du groupe Zetor employait alors 2.274 personnes.
Durant les dix années suivantes HTC réalisa des investissements lourds pour transformer l'usine de Brno en une unité de production performante à la pointe de la technologie pour répondre aux nouvelles exigences du marché, entre les composants de sous-ensemble produits en interne et ceux réalisés en sous-traitance. A cette période, l'entrée en vigueur de nouvelle normes d'émissions polluantes plus contraignantes à forcé Zetor a améliorer ses moteurs plus vite que prévu .
Le fait que différents pays comme la République Tchèque, la République Slovaque, la Pologne et la Hongrie aient rejoint l'Union Européenne en 2004, cela a participé nettement à l'amélioration rapide de la situation. L'arrivée d'aides et de subventions européenne dans ces pays pour moderniser l'agriculture a provoqué le rebond de la marque. À partir de 2004, la production annuelle était de 5 400 tracteurs et progressa régulièrement jusqu'à atteindre 7 000 tracteurs en 2008.
En 2003, les anciens réseaux de distributions internationaux ont été restructurés et remis en place avec la création de différentes filiales de ventes sur les marchés importants de Zetor comme la France, l'Allemagne, le Royaume-Uni, l'Irlande et l'Amérique du Nord. Dans les années 2010-2020, de nouveaux marchés ont été entrepris en créant de nouvelles filiales ou en passant par des importateurs nationaux, dans des pays comme la Russie, l'Ukraine, le Bénélux, l'Amérique Centrale, la Finlande, les Pays Baltes, la Croatie, la Grèce, l'Afrique (Congo, Ethiopie, Kenya, Zambie, Ghana), le Myanmar (Birmanie, Thaïlande, Vietnam), en Inde, Irak mais aussi en Amérique centrale et du Sud (Costa Rica et Uruguay) ,.
La crise de 2008-09 amène HTC et BC FIN à envisager la possibilité de vendre Zetor à la suite de l'effondrement du volume des ventes. Un retour à la normale plus rapide que prévu fait en sorte que les propriétaires de Zetor décidèrent d'abandonner cette idée. Cependant l'arivée du projet Maxterra équipé d'un moteur six cylindres maison dont un prototype avait été exposé en 2009 au salon Agritechnica de Hanovre, sera repoussé avant de prendre forme sous le nom de Crystal II  lors de son lancement en 2015. Le retour de Zetor dans la catégorie de "puissance supérieure" aura comblé une absence de plus de 15 ans sans modèle.

## Galerie Zetor
Le 13 juin 2013, a eu lieu l'inauguration officielle du musée Zetor appelé « Zetor Gallery ». Le musée présente des tracteurs du légendaire Z 25 au modèle Crystal le plus récent et le prototype des futurs tracteurs Zetor de Pininfarina. Une partie du musée est également un magasin de fan.

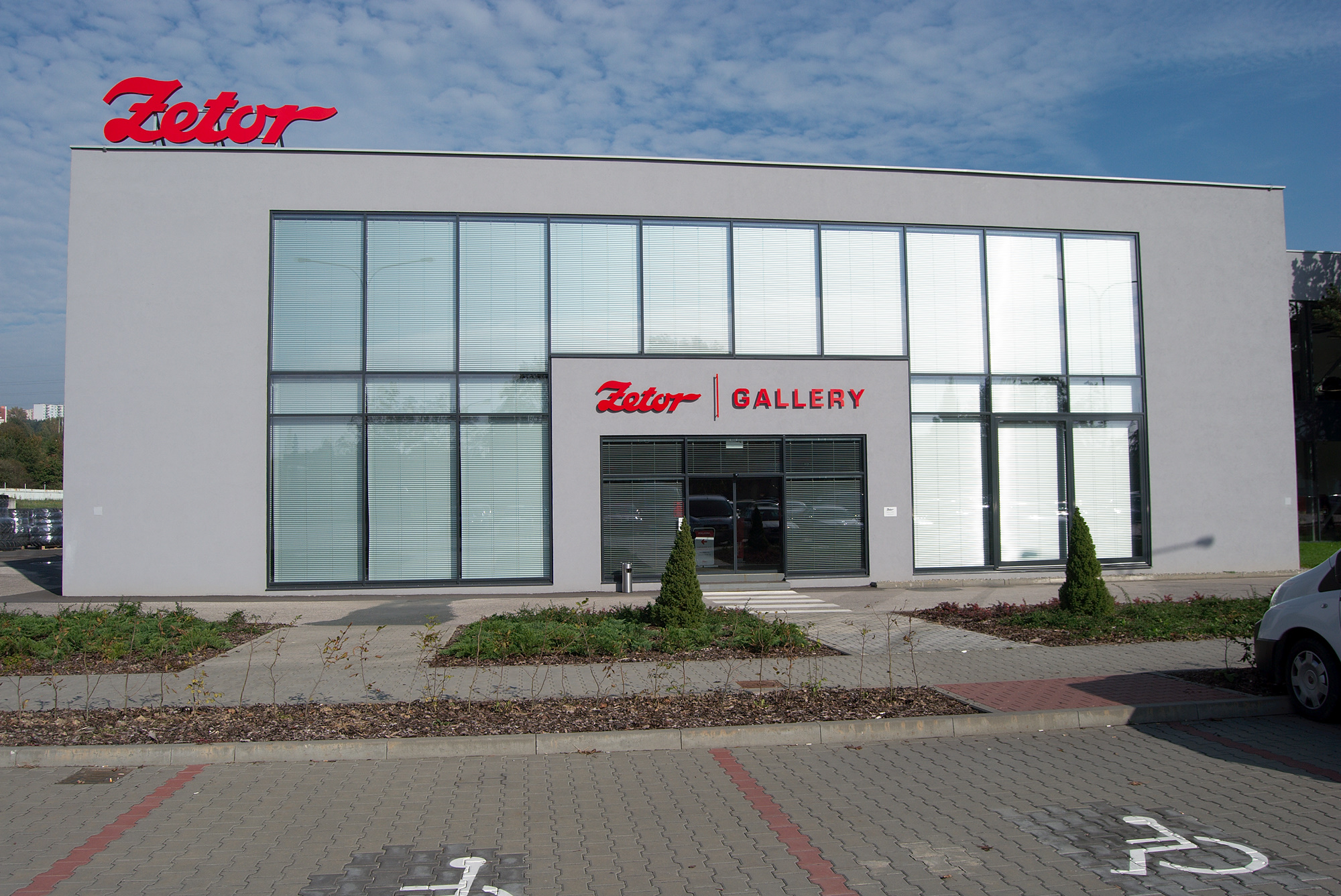